# نقد قرآن
منتقدان قرآن، ضمن به چالش کشیدن صحت تاریخی این کتاب که بنا به باورهای متعارف اسلامی، توسط جبرئیل به محمد، وحی شده است تلاش می‌کنند تا نشان بدهند که دلایل اثبات نبوت محمد و آسمانی بودن قرآن، ضعیف و غیرقابل‌دفاع هستند و در نقد قرآن چنین ادعاهایی مورد نقد و بررسی است:
- این‌که قرآن از عیب‌ها و کاستی‌ها پیراسته است
- هیچ سخن پوچ، تناقض‌آمیز و بیهوده‌ای در آن پیدا نمی‌شود
- همه مطالب آن، بدون استثنا مطابق وجدان و اخلاق و فطرت پاک انسانی است، و با واقعیات و مسلمات علمی و عقلی سازگار است[۳]

دسته‌ای از منتقدان، ضمن رد اعجاز قرآن، روایت تاریخی ارائه‌شده توسط مورخان مسلمان را رد می‌کنند؛ و نیز از لحاظ تاریخی، آن را متکی به متون مقدسی می‌دانند که قبلاً وجود داشته است.
دسته‌ای از منتقدان، قرآن را از جهت اخلاقی، نقد می‌کنند. از جمله: آیات جهاد و همچنین خشونتی که در بخش‌های قابل‌توجهی از قرآن دربارهٔ کافران روا داشته می‌شود و همچنین مسائل اخلاقی شخص محمد به عنوان حامل قرآن.
ابن‌وَرّاق تضادهای درونی و ایرادات علمی در قرآن یافت و همچنین اشتباهات را با شفافیت و صحت و پیام اخلاقی آن‌ها ارائه نمود. رایج‌ترین انتقادات شامل نوشته شدن قرآن بر اساس منابع ازپیش‌موجود، ثبات درونی، شفافیت و آموزه‌های اخلاقی آن هستند.

## وثاقت تاریخی
مایکل کوک و پاتریشا کرون ضمن رد دیدگاه سنتی نسبت به نحوه تدوین قرآن، مدعی هستند هیچ شاهد قوی‌ای مبنی بر این‌که قرآنی قبل از دهه پایانی قرن هفتم میلادی وجود داشته نداریم. در مقابل، برخی از اسلام‌شناسان غربی، فقط صحت آیاتی خاص را مورد تردید قرار داده‌اند. جان وانسبرو اما معتقد است که قرآن کنارهم‌گذاشته‌شده متون مقدس دیگر، از جمله متون مقدس مسیحی و یهودی است.
ویلیام مونتگمری وات و ریچارد بل اعتبار قرآن را رد نمی‌کنند، اما بر این امر صحه می‌گذارند که در قرآن شاهد تغییرات سریع ریتم، تکرار کلمات یا عبارات در آیات کنار هم، حضور ناگهانی آیه‌ای که موضوعی متفاوت با آیات اطرافش دارد، برخورد متفاوت با یک موضوع در آیات کنار هم، شکاف‌ها در ساختار گرامری، تغییرات ناگهانی در طول آیات، تغییر ناگهانی سوم شخص به اول شخص، یا مفرد به جمع، و کنار هم آمدن آیاتی که در ظاهر معنی متفاوتی دارند، هستیم. هرچند که این‌ها عموماً مشخصه خاص متن قرآن در نظر گرفته شده‌اند. وات و بل این نظر را مطرح می‌کنند که ممکن است دلیل این موارد، تغییر، اصلاح و بازنویسی در متن آن باشد. به گفته آن‌ها حتی اگر این دیدگاه پذیرفته نشود نیز، لازم است که توجیهی برای این حالت متن قرآن داده شود. وات و بل، در عین حال معتقدند مطالعات مدرنِ قرآن هیچ دلیل جدی‌ای بر وقوع تحریف برجسته در قرآن ارائه نکرده است. گرچه سبک قرآن تغییر می‌کند، ولی تقریباً تردیدی از صحت آن باقی نمی‌گذارد.

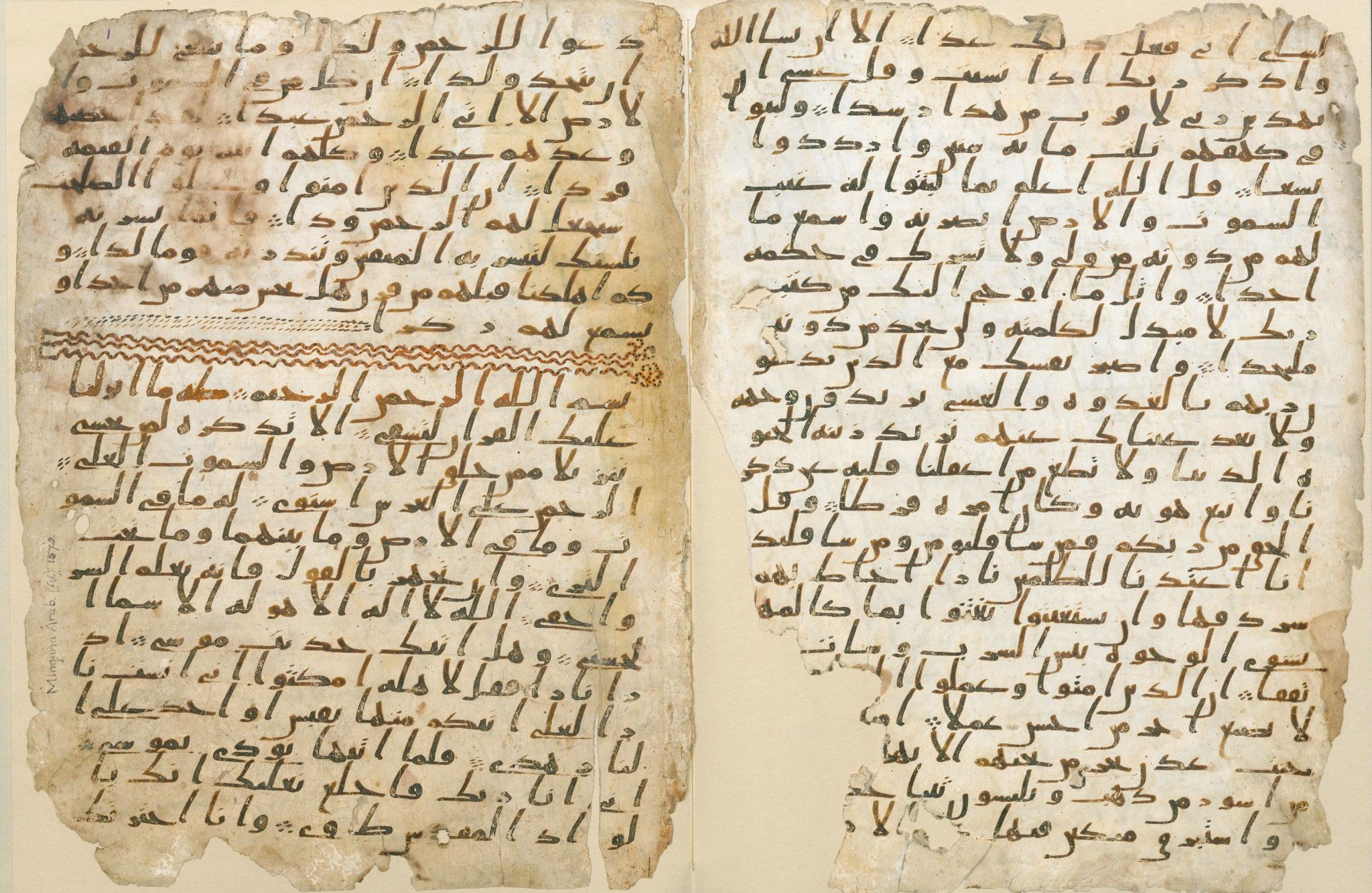
قدیمی‌ترین نسخه از سوره‌هایی از قرآن که در دانشگاه بیرمنگام کشف شده است و با ۹۵ درصد احتمال به سال‌های ۵۶۸ تا ۶۴۵ میلادی مربوط می‌شود.

به گفته تئودور نلدکه شخصیت‌های پیامبرانی که در قرآن از آن‌ها اسم برده شده، کپی‌برداری از شخصیت محمد است و همه به سان محمد سخن می‌گویند و با مخالفان مشابهی طرفند؛ و برای تأیید حرفش مثال می‌آورد که نوح در قرآن، قوم خود را از پرستش خدایانی نهی می‌کند (با ذکر نام این خدایان) که در واقع همان بت‌هایی هستند که عرب‌های زمان محمد می‌پرستیدند. مفسرین مسلمان اما در توضیح آیه ۲۳ سوره نوح که چرا قرآن، مشرکان عرب را از پرستش خدایان زمان نوح بر حذر می‌دارد، گفته‌اند بت‌های قوم نوح یعنی ود، سواع، یغوث، یعوق و نسر، که برگرفته از شخصیت‌های حقیقی زمان نوح با همین نام‌ها بودند، پس از طوفان تا مدت‌ها زیر خاک ماندند تا این‌که اعراب آن‌ها را بیرون آوردند و خود به پرستش آن‌ها روی آوردند.

## ادعای اعجاز
منتقدان اسلام، قرآن را سخنان خودِ محمدبن‌عبدالله دانسته و گفته‌اند: محتوای آن از منابع یهودی و مسیحی و اشعار دوره جاهلیت، اقتباس شده است. برخی نیز هرچند قرآن را برتر از کلام انسانی شمرده‌اند، اما در وحیانی بودن آن تشکیک کرده‌اند.
تئودور نلدکه، پدر علم مطالعات قرآنی در اروپا، ضمن قابلْ شمردن ارزش بلاغی قرآن، آن را از نظر زیباشناختی به هیچ‌روی اثر تراز اولی به حساب نمی‌آورد. از نظر نلدکه، محمد به هیچ‌وجه در سبکْ استاد نیست و این تعصب مسلمانان است که یک تولید معیوب ادبی را تا حد شاهکاری بی‌بدیل بالا برده‌اند. از نظر نلدکه، اگر قرآن بی‌نقص از آب درآمده بود، حقا که می‌شد آن را معجزه شمرد. چون تا پیش از قرآن اثر قابلی در نثر عربی تولید نشده بود و هرچه بود به شعر بود. از این رو از دید یک ناباور بر محمد نمی‌توان خرده گرفت که چرا نثری که تولید کرده معیوب است، چرا که کارهای آغازین هیچ‌وقت بی‌نقص نیست. نلدکه در این عقیده تنها نیست. مستشرقانی نظیر نیکلسن و شوالی، همانند نلدکه قرآن را از نظر ادبی بی‌دقت، پراشتباه، ناقص و ملال‌آور می‌دانستند. انتساب «قطعه‌قطعه بودن» و «عدم پیوستگی» متن قرآن در نوشتارهای مستشرقین بعدی تا به امروز نیز تکرار شده است.
به گفته استفان وایلد، استاد دانشگاه بن، این‌گونه قضاوت‌ها از متن ادبی قرآن، عموماً هم توسط اعراب مسیحی و هم محققان مسلمان رد می‌شوند.

### کتاب‌هایی در رد تحدی و ادعای اعجاز قرآن
- فرقان‌الحق (انیس شُروش) که ۷۷ سوره دارد.[۱۷]
- حسن الایجاز (نصیرالدین الظافر)
- قرآن شعبی
- قرآن رابسو
- قرآن جدید
- ثمامةبن‌حبیب ملقب به مسیلمه‌بن‌حبیب، نخستین کسی بود که به فکر مبارزه با قرآن افتاد و آیاتی شبیه قرآن سرود.[۱۸][۱۹]
- ابن‌مقفع ادیب ایرانی قرن دوم هجری و نویسنده کتاب کلیله و دمنه و ابوالعلاء معری ادیب و شاعر قرن پنجم هجری نیز از جمله کسانی‌اند که ادعای معارضه با قرآن داشته‌اند.[۲۰]

## ادعای وحیانی بودن

### صفات بشری خداوند
از دیگر دلایلی که منتقدان برای بشری بودن قرآن ذکر کرده‌اند، نسبت دادن صفات بشری به خدا توسط قرآن است. خدا در قرآن خشم می‌کند، دوستی می‌کند و غیره. این افعال و حالات که به نظر یک منتقد، عارض شدنش بر شخص، ناشی از ضعف روح و نیازمندی آدمی است در قرآن به چشم می‌خورد و منتقد را به این نتیجه می‌رساند که صفات و عکس‌العمل‌های خداوند با روحیات محمد آمیخته است.
علمای مسلمان به اقتضای دلایل عقلی و نقلی، تشبیه (دادن صفات مخلوق به خداوند) را نفی، و تنزیه (نفیِ صفات خلق) را ثابت می‌کنند و معتقدند نه خداوند شبیه چیزی است و نه چیزی شبیه خداوند است؛ و به عنوان دلیل آیاتی از قرآن را ذکر می‌کنند: «لیس کمثله شیء» (یعنی هیچ‌چیز مثل خدا نیست) و «لایدرکه الابصار» (یعنی چشم‌ها قادر به دیدن او نیستند) که به اصطلاح به تنزیه خدا می‌پردازند. با این حال شناخت خداوند را لازمه جمع بین تشبیه و تنزیه می‌دانند و معتقدند تشبیهِ صرف و تنزیهِ صرف، خداوند را محدود می‌کند. ابن‌عربی عارف قرن ششم و هفتم بر این اساس دیدگاه معروفی دارد که از آن به «تنزیه در عین تشبیه» یاد می‌شود. او شناخت خدا را با جمع بین تشبیه و تنزیه ممکن و هر یک از تشبیه و تنزیه را به تنهایی ناکافی می‌داند. از نظر علی‌بن‌ابی‌طالب «خداوند عقل‌ها و خردها را بر چگونگی و تحدید صفات خود آگاه نکرد، لکن هرگز آن‌ها را از مقدار لازم معرفت خود، محجوب نساخت».

### ناسخ و منسوخ
مسئله ناسخ و منسوخ (نسخ یک آیه و جایگزینی آن با آیه‌ای دیگر) از وجوهی است که منتقدان در اثبات بشری بودن قرآن بر می‌شمرند. آن‌ها محمد را متهم می‌کنند که به فراخور حالِ خود حکم‌های متضادی صادر می‌کرده است. چون خدا اگر «خدا» باشد از همان اول آیاتی نمی‌آورد که مجبور باشد بعداً آن‌ها را نسخ کند. قرآن می‌گوید: «هر آیه‌ای را نسخ کنیم یا آن را به [دست] فراموشی بسپاریم، بهتر از آن یا مانندش را می‌آوریم؛ مگر ندانستی که خدا بر هر کاری تواناست.» همچنین می‌گوید: «چون آیه‌ای را به جای آیه دیگر بیاوریم، و خدا به آنچه به تدریج نازل می‌کند داناتر است، می‌گویند جز این نیست که تو دروغ‌بافی، [نه] بلکه بیشتر آنان نمی‌دانند. بگو آن را روح‌القدس از طرف پروردگارت به حق فرود آورده تا کسانی را که ایمان آورده‌اند استوار گرداند و برای مسلمانان هدایت و بشارتی است.» ابن‌وَرّاق در این‌باره می‌گوید: آیه‌های مکی، که در آغازِ ادعای پیامبری محمد نازل شده، همه، حکایت از بردباری و شکیبایی و تحمل اندیشه‌ها و کردار دیگران دارد؛ ولی آیه‌های مدنی، که در زمان فرمانروایی محمد نازل شده‌اند، همه از کشتن و نابود کردن و گردن زدن و قطع عضو دم می‌زنند.» (برای مثال، آیه ۵ سوره توبه که می‌گوید: «پس چون ماه‌های حرام سپری شد، مشرکان را هر کجا یافتید بکشید، و آنان را دستگیر کنید و به محاصره درآورید، و در هر کمینگاهی به کمین آنان بنشینید؛ پس اگر توبه کردند و نماز برپا داشتند و زکات دادند، راه بر ایشان گشاده گردانید، زیرا خدا آمرزنده مهربان است»، آیه‌های با مضمون بردباری و صبر و تحمل اندیشه‌ها و کردار دیگران را نسخ می‌کند)
سیدمحمدحسین طباطبایی در المیزان در توضیح این‌گونه آیات معتقد است نسخ آیات از جنس تناقضِ احکام نیست، بلکه از نوع تکمیل است و آیات زیر را شاهد می‌آورد:
« «فاعفوا و اصفحوا حتی یاتی اللّه بامره» (ترجمه: فعلاً عفو کنید و نادیده بگیرید تا خداوند امر خود را بفرستد)، که می‌خواهد بگوید: حکم عفو و گذشت دائمی نیست و به زودی حکمی دیگر می‌آید، که بعدها به صورت حکم جهاد آمد؛ و «فامسکوهن فی البیوت، حتی یتوفیهن الموت او یجعل اللّه لهن سبیلا» (ترجمه: ایشان را در خانه‌ها حبس کنید تا مرگ‌شان برسد یا خدا راهی برای‌شان معین کند) برای حکم زنان بدکاره، که باز می‌خواهد بگوید حکم حبس موقتی است و همین‌طور هم شد و این آیه با آیه تازیانه زدن به زناکاران نسخ گردید؛ پس جمله «حتی یاتی اللّه بامره» در آیه اول و جمله «او یجعل اللّه لهن سبیلا» در آیه دوم خالی از این اشعار نیستند که حکم آیه موقتی است و به زودی دست‌خوش نسخ خواهند شد.»

### تعلق سوره فاتحه به قرآن
سوره فاتحه، سوره آغازین قرآن و از مهم‌ترین سوره‌های قرآن است، ولی از آن‌جایی که محتوای آن دعایی و خطاب بشر به درگاه خداوند است، منتقدان را به یکی دیگر از دلایل بشری بودن قرآن رسانده است. برای نمونه در بندهایی از سوره آمده که «تنها تو را پرستیم و تنها از تو یاری جوییم. به راه راست هدایتمان کن.» به گفته دشتی این سوره در شماری از نسخه‌های قرآن نبود؛ مثلاً عبدالله‌بن‌مسعود از کاتبان وحی و حافظان قرآن، این سوره و دو سوره معوذتین را کلام خدا نمی‌دانست. بر اساس برخی روایات، هنگام تدوین قرآن اختلافی بین صحابه در مورد این‌که آیا سوره فاتحه از اول قرار بوده که در مصحف قرآن قرار بگیرد یا نه رخ داد. عبدالله‌بن‌مسعود با قرار دادن سوره فاتحه (و دو سوره معوذتین) در مصحف مخالف بود، زیرا می‌گفت که سوره فاتحه به هیچ جای خاصی از قرآن تعلق ندارد و اگر بخواهد آن را در مصحف قرار دهد باید آن را در اول هر بخش از قرآن تکرار کند.
رسول جعفریان به دو دلیل روایاتی که در باب تفاوت‌های مصحف ابن‌مسعود با قرآن فعلی نقل شده‌اند را نادرست می‌داند: اول این‌که برخی بزرگان اهل سنت مانند فخر رازی و ابن‌حزم نسبت دادن این روایات به ابن‌مسعود را ناروا دانسته‌اند؛ و دوم این‌که عاصم روایتش از قرآن را از ابن‌مسعود گرفته و معوذتین در قرآنِ عاصم آورده شده‌اند.

## فرهنگ جاهلی در قرآن
منتقدان می‌گویند قرآن به جای مبارزه اصولی با سنت‌های غلط جاهلی، در مواردی آن‌ها را تلویحاً به رسمیت شناخته و فقط کمی تعدیل کرده، و در مواردی نیز روش‌های نامعقولی را در پیش گرفته است. از قرآن انتقاد شده که بر اوهام و خرافات عرب جاهلی از جمله اعتقاد به جن و سحر و چشم‌زخم صحه گذاشته است. علی دشتی در بیست و سه سال از این موضوع اظهار شگفتی کرده و می‌گوید: آیا آمدن این مطالب «در کتابی که آن را کلام خدا می‌گویند، آن هم از طرف شخصی که بر ضد خرافات و عادات جاهلانه قوم خود قیام کرده و در مقام اصلاح فکر و اخلاق آن‌ها برآمده است، موجب تأمل و حیرت نمی‌شود؟» نصر حامد ابوزید هم در این مورد با دشتی هم‌عقیده است، و با تأکید بر وجود عینی و حقیقی نداشتن اموری نظیر سحر، جن و شیاطین، وجود این‌گونه عقاید در قرآن را ناشی از باور مردمان زمان محمد می‌داند و فتوا می‌دهد که همه آیات دال بر این امور جزء شواهد تاریخی محسوب می‌شوند و به گذشته پیوسته‌اند و برای بشر معاصر که از این باورها فاصله گرفته پیامی در برندارند.
اما از نظر علمای اسلام، این‌که بخش وسیعی از انسان‌های مدرن به امور غیبی باور ندارند، دلیلی بر نبودن و غیرواقعی بودن این امور نیست. به علاوه آن‌ها امور غیبی را مختص اسلام نمی‌دانند چون در دیگر ادیان توحیدی سابقه داشته، و پاره‌ای از باورهای مشرکان عصر محمد هم ریشه در همین کتب توحیدی داشته است. همچنان که مفاهیمی کلیدی در متن قرآن نظیرالله، نبی، قیامت، جنت، جهنم، مَلِک، جن، شفاعت، تقوا، کرامت، کفر، اسلام، ایمان، وحی، غیب، دنیا، آخرت، یوم‌الحساب، و برخی واژگان فقه اسلامی، همگی برای عرب عصر نزول وحی معهود و آشنا بوده‌اند، و این نه از سر آن است که قرآن منفعل از فرهنگ زمانه است، بلکه به سبب آن است که ادیان توحیدی در آن سرزمین ریشه داشته، و قرآن در ادامه نبوت دیگر انبیاء توحیدی نازل شده است.
از دیگر رسوم دوران جاهلی که قرآن بر آن صحه گذاشته و موجب انتقاد منتقدان شده، می‌توان به موارد زیر اشاره کرد:
- عدم ازدواج با زنِ پدر که در دوران جاهلی هم مرسوم بود.[آیه ۱۰][آیه ۱۱]
- صدقه دادن یک پنجم از گنجی که یافت می‌شود: در قرآن نیز آمده که: «بدانید آنچه از غنیمت به چنگ آورید، یک پنجم آن مال خداست.»[آیه ۱۲]
- عبدالمطلب آب چاه زمزم را وقف حاجیان کرد و اسم آن را سقایةالحجان (آب دادن حاجیان) گذاشت. خداوند نیز در قرآن همین کار را کرد.[آیه ۱۳]

### سوگندهای لغو
آیات ۲۲۶–۲۲۷ سوره بقره در رابطه با نمونه‌ای از سوگندهای لغو و بیهوده و ناسنجیده می‌گویند:
آنان که سوگند می‌خورند تا [برای همیشه] از هم‌خوابگی با زنان خود اجتناب کنند، چهار ماه مهلت دارند [تا از سوگند خود برگردند و با همسر خود آشتی کنند]، پس اگر بازآیند خداوند آمرزگار مهربان است، و اگر آهنگ طلاق کردند هر آینه خداوند شنوا و داناست.
به زعم منتقدان، روش عادلانه و حکیمانه این بود که قرآن به مردانی که چنین سوگند ظالمانه و نابخردانه‌ای خورده‌اند تذکر دهد که: سوگندشان باطل، نامشروع و لذا بی‌اعتبار است و باید فوراً به آغوش همسران خود بازگردند؛ یا این‌که «اگر مایل به ادامه زندگی با آن‌ها نیستند» طلاق بگیرند، تا حق زناشویی، پایمال سنت‌های غلط جاهلی نشود؛ نه این‌که چهار ماه به مردان مهلت دهد و بگوید که پس از آن اگر خواستید آشتی کنید، خدا مهربان است و اگر آهنگ طلاق کردید، خدا شنوا و داناست.
یک انتقاد در این زمینه به این صورت مطرح می‌شود که اگر پس از چهار ماه، مرد تصمیم بگیرد که همسر خود را طلاق دهد، «زن بیچاره پس از طلاق، سه ماه نیز باید عده طلاق را نگه دارد؛ یعنی مجموعاً هفت ماه بلاتکلیفی و محرومیت از ارضاء غریزه جنسی»، و به زعم منتقدان، ظلمی بزرگ در حق زن است و ثانیاً، ممکن است زمینه‌ساز انحرافات جنسی و فساد و فحشا شود. این مسئله هم مطرح است که معلوم نیست چرا میزان مهلت باید چهار ماه باشد، نه به عنوان مثال چهار روز؛ و اگر در پاسخ گفته شود «به دلیل شیوع این سنت در زمان جاهلیت و جاافتاده‌بودن آن در میان اعراب، قرآن نمی‌توانست به یک‌باره مهر بطلان بر آن بزند و آن را نامشروع اعلام کند، و روش قرآن در این مورد، مبارزه تدریجی بوده است.» سه مشکل عمده به این توجیه وارد دانسته می‌شود:
1. از ظاهر آیه مورد بحث چنین مطلبی برداشت نمی‌شود. در این زمینه منتقد با ذکر این‌که مبارزه تدریجی مرحله‌به‌مرحله است، می‌پرسد مراحل بعدی این مبارزه در کجای قرآن آمده است.
2. شرک و بت‌پرستی رواج و رسوخ بیشتری در زندگی و فرهنگ مردم دوران جاهلیت داشت، اما قرآن به یک‌باره عَلَم مخالفت و دشمنی با این پدیده را برداشت. منتقد در ضمن این مطلب، می‌پرسد «چرا [قرآن] در مورد چنین سنتی این‌گونه برخورد نکرد؟ کدام‌یک از این دو سخت‌تر و واکنش‌زاتر بود؟»
3. با اشاره به حادثه «قصد ازدواج محمد با زینب» که زینب، همسر مطلقه پسرخوانده محمد بود، و این‌که در دوران جاهلیت هیچ مردی حق نداشت چنین ازدواجی کند، منتقد می‌پرسد «چگونه است که در چنین حادثه‌ای، قرآن فوراً و قاطعانه سنت‌های غلط جاهلی را باطل و منسوخ اعلام می‌کند؛ اما در مواردی مانند آنچه در آیه مورد بحث آمده است، مسامحه می‌کند و نسخ فوری آن را به مصلحت نمی‌داند.»[آیه ۱۵]

به زعم منتقد، ماهیت این سنت غلط به گونه‌ای است که برخورد دفعی و قاطعانه با آن نه‌تنها موجب بروز واکنش‌های تند از طرف مردم نمی‌شود؛ بلکه به دلیل میل طبیعی مردان به همسر خود، زمینه پذیرش آن کاملاً مساعد است. در شرح این مطلب گفته می‌شود که: چه بسا افرادی که چنین سوگند احمقانه‌ای را خورده‌اند، پس از چند روز پشیمان شوند و در دل‌شان هوای بازگشت به همسر خود را داشته باشند، اما به غلط گمان کنند که شکستن این سوگند، ممکن است موجب خشم خدا یا مجازات اخروی شود و همین گمان باطل موجب امتناع آن‌ها از آشتی با همسر خود گردد، «حال اگر به آن‌ها گفته شود که اساساً چنین سوگندهایی باطل، نامشروع و لذا بی‌اعتبارند و پایبندی به آن‌ها نه‌تنها واجب نیست، بلکه حرام است، مسلماً به راحتی و با میل و رغبت می‌پذیرند.»
منتقدان همچنین با بررسی آیات دیگری از قرآن استدلال می‌کنند که قرآن نه‌تنها با پدیده سوگندهای باطل و ناسنجیده مبارزه نمی‌کند، بلکه به‌طور تلویحی، جواز این کار را هم صادر می‌کند. (آیه ۸۹ سوره مائده و آیه ۴۴ سوره ص)

## تأثیر اندیشه ایرانی بر اسلام
- بوزانی نوشته است که هاروت و ماروت (سوره۲، آیه ۱۰۲)، بازتاب دور نام دو تن از امشاسپندان زرتشتی یعنی هئوروتات و امرتات است که با گذاشتن از صافی مآخذ و منابع مختلف، به این صورت در آمدهاند.[۴۲] اما شاپور شهبازی می‌نویسند این دو امشاسپندان، خرداد و اَمرداد نام داشتند.[۴۳]
- در قرآن سوره ۳۳، آیه ۴۰، محمد «خاتم انبیین» خوانده شده است. مانی نیز خود را «ختم پیامبران» می‌داند.[۴۴]
- لغت جزیه (قرآن، ۹:۲۹) به احتمال بالا وام واژه عربی از گَزیتَک (gazītak) پارسی میانه است که ساسانیان از طبقه پائین جامعه می‌گرفتند که طبقه اشراف‌زاده، روحانیون، دبیران و املاک داران (دهقان) از دادن آن معاف بودند.[۴۵][۴۶]
- فردوس برگرفته از پَیرَیدَئیزَ (pairidaēza) اوستایی که به زبان یونانی و بیشتر زبانهای خاورمیانه رفته و به احتمال زیاد از طریق مسیحیان عراق وارد زبان عربی شده است.[۴۷]
- واژه دین در قرآن کلمه ای با ریشهٔ اوستایی است که در اوستا به صورت دَئِنا (daena) آمده و به معنای وجدان و نیروی تشخیص خوب از بد است.[۴۸]
- چیزی شبیه به پل صراط در فرهنگ قبل از اسلام و در آیین زرتشت نیز دیده می‌شود. چنانچه در آموزه‌های زرتشتی پلی وجود دارد به نام چینوَد (chinvad) که گناهکار و بد اندیشان نمی‌توانند از آن عبور کنند.[۴۹]

## ضعف استدلال‌های قرآن
برخی از منتقدان می‌گویند که قرآن در موارد متعددی، «دلایل ضعیفی» آورده است: «قرآن در موارد متعددی برای اثبات مدعیات خود (و یا توجیه بعضی احکام شرعی) دلایل ضعیفی آورده است و همین مرا به شک می‌اندازد که مگر ممکن است خدایی عالم و حکیم چنین استدلال‌های ضعیفی را بیاورد.» در ادامه به برخی از این موارد اشاره می‌شود:

### آموختن قرآن از دیگران
آیه ۱۰۳ سوره نحل، در رفع این شبهه که بسیاری از کافران و مشرکان اعتقاد داشتند که محمد آیات قرآن را از افراد دیگر می‌آموزد و برای مردم بیان می‌کند، چنین می‌گوید:
و نیک می‌دانیم که آنان می‌گویند: «جز این نیست که بشری به او می‌آموزد» [نه، چنین نیست. زیرا] زبان کسی که این نسبت را به او می‌دهند، غیرعربی است [در حالی که] این [قرآن] به زبان عربی روشن است.
منتقدان ضمن ذکر این‌که بسیاری از ناباوران اعتقاد داشتند که محمد آیات قرآن را از افراد دیگر می‌آموزد و بیان می‌کند (برای نمونه، عده‌ای نظرشان به سلمان فارسی بود و عده دیگری نیز به فردی عبری‌زبان مشکوک بودند)، با طرح موارد فوق می‌گویند دلیل بیان‌شده در آیه نمی‌تواند شک و شبهه مخالفان را رفع کند:
1. ممکن است فردی که زبان مادری‌اش فارسی است، به عربی هم تسلط داشته باشد و هیچ دلیل محکم و قطعی‌ای مبنی بر عدم تسلط سلمان فارسی یا فرد عبری‌زبان به زبان عربی موجود نیست.[۵۰]
2. می‌توان فرض کرد که فرد مظنون (سلمان فارسی یا فرد دیگری) مضامین خاصی را به‌طور دست‌وپاشکسته به محمد القا می‌کرد و سپس محمد آن‌ها را با زبان فصیح و بلیغش ابلاغ می‌نمود.[۵۰]
3. مشکل اصلی و نکته مهم در «مفهوم» است، نه «مصداق» و به این نکته هرگز توجه نشده است که حتی اگر دلیل آیه کاملاً درست و منطقی باشد که نیست، تنها نتیجه آن این است که سلمان یا فلان فرد مورد نظر آیات قرآن را به محمد نیاموخته است، همین و بس. به عبارتی، مشکل اصلی این است که جمعی گمان می‌کنند که محمد این آیات را از فرد یا افراد دیگری می‌آموزد و نه از فرشته وحی. حال اگر در تشخیص مصداق اشتباه کنند و به فرد یا افراد خاصی مظنون باشند، با اثبات این‌که آن افراد عربی نمی‌دانند، یا این‌که اگر می‌دانند رابطه‌ای با محمد ندارند و محمد چیزی از آن‌ها نیاموخته است، نمی‌توان مشکل را از ریشه حل کرد، چرا که منکران خواهند گفت که فرد دیگری به غیر از آن‌که مورد نظرشان بوده، آیات قرآن را به محمد می‌آموزد و چه بسا آن فرد زبانش عربی باشد و از شعر و شاعری و سخنوری و حکمت و غیره نیز چیزهایی بداند. «انتظار من از یک کتاب آسمانی –که بنا به فرض باید تا روز قیامت هدایت‌گر همه جهانیان باشد– این است که اگر می‌خواهد با اقامه دلیل و برهان از خود رفع اتهام و شبهه کند، به گونه‌ای عمیق، ریشه‌ای و کلی استدلال بیاورد تا سخنش برای همه جهانیان تا ابد شنیدنی و قابل‌تأمل باشد. آیا دلیلی که در آیه مورد بحث آمده، برای امروزیان هم شنیدنی و قابل‌تأمل است؟»[۵۰]

#### پاسخ مسلمانان
سیدمحمدحسین طباطبایی در تفسیر این آیه بیان می‌کند: «خدای‌تعالی در نقل کلام آنان رعایت اختصار را کرده، وگرنه تقدیرش: «انما یعلمه بشر و ینسب ما تعلمه منه الی الله افتراء علیه: بشری به او درس می‌دهد و او آنچه را از وی یادمی‌گیرد از روی افترا به خدا نسبت می‌دهد» می‌باشد؛ و معلوم است که جواب دادن به صرف این‌که آن مرد زبانش غیرعربی است و قرآن به زبان عربی فصیح و آشکار است، ماده اشکال را به کلی از بین نمی‌برد، [...] و از این‌جا به خوبی روشن می‌گردد که جمله «لسان الذی یلحدون الیه… مبین» به تنهایی جواب شبهه آنان نیست، بلکه جواب از این جمله شروع شده، و تا تمامی دو آیه تمام می‌شود.
و خلاصه جوابی که از مجموع سه آیه استفاده می‌شود این است که: تهمتی که شما به وی می‌زنید که «بشری به او تعلیم می‌دهد، و او آن را به خدا نسبت داده، افتراء می‌بندد»، اگر مقصود شما از تعلیم، تلقین الفاظ است و قرآن کریم کلام آن مرد است، نه کلام خدا، جوابش این است که آن مرد غیرعرب است، و این قرآن به زبان عربی مبین است. و اگر منظورتان این است که آن مرد معانی و معارف قرآنی را به او یاد می‌دهد، و الفاظ از رسول خدا (ص) است، و او الفاظ خود را به خدا افتراء می‌بندد، جواب‌تان این است که قرآن معارف حقیقی‌ای دربردارد که هیچ صاحب عقلی در حقیقی بودن آن شک ننموده و تمامی عقول مجبور و مضطر در قبول آن‌اند. اگر رسول خدا (ص) آن‌ها را از بشری گرفته بود خودش نسبت به آن‌ها ایمان نمی‌داشت، و حال آن‌که او به آیات خدا ایمان دارد و اگر ایمان نمی‌داشت خدا هدایتش نمی‌کرد، چون خدا کسی را که به آیاتش ایمان ندارد هدایت نمی‌کند، و چون مؤمن به آیات خداست، دیگر به خدا افتراء نمی‌بندد، چون به خدا افتراء نمی‌بندد مگر کسی که ایمان به آیات او نداشته باشد، پس این قرآن افتراء نیست، و از بشری گرفته نشده، بلکه منسوب به خدای سبحان است.»
به گفته تفسیر نمونه «مشرکان عرب، کسی را در میان خود نمی‌یافتند که بتوانند قرآن را به او نسبت دهند، لذا دست‌وپا کردند بلکه بتوانند شخص ناشناسی را که زندگانیش برای مردم آن سامان گنگ و مبهم است پیدا کنند، و این مطالب را به او نسبت دهند، شاید بتوانند چند روزی ساده‌دلان را اغفال کنند.»

### توحید
آیه ۲۲ سوره انبیاء، در دلیل‌آوری برای توحید این‌طور بیان می‌دارد:
اگر در زمین و آسمان خدایان دیگری، جز الله وجود داشت، قطعاً نظام جهان تباه می‌شد [و از هم می‌پاشید]؛ پس منزه است خدا، پروردگار عرش، از آنچه وصف می‌کنند (پس همین که می‌بینیم نظم جهان برقرار است، نتیجه می‌گیریم که در زمین و آسمان فقط یک خدا حکومت می‌کند)
منتقدان با ذکر دلایل ذیل می‌گویند برهان مذکور در آیه قابل‌دفاع نیست:
1. مقدمه اول آن گزاره‌ای شرطی است که درستی آن قطعی و مسلم نیست؛ یعنی از «وجود خدایی دیگر غیر از الله» نمی‌توان منطقا «فساد و ازهم‌پاشیده‌شدن نظام جهان» را نتیجه گرفت. ممکن است دو خدا –که بنا به فرض، هر دو دارای صفات کمال از جمله علم، حکمت، عدالت و… هستند– با هم سازش و همکاری و هماهنگی داشته باشند و هر دو با هم جهان را اداره کنند و همکاری آن‌ها تا ابد نیز ادامه یابد. همکاری و همدلی دائمی حتی بین دو انسان نیز ممکن است برقرار باشد و هرگز به اختلاف و درگیری نینجامد، چه رسد به خدایانی که بنا به فرض، موجوداتی کامل‌اند.[۵۳]
2. با فرض این‌که گزاره شرطی مذکور درست باشد، به راحتی می‌توان فرض کرد که: دو یا چند خدا حداقل تا مدتی (هرچند موقت) می‌توانند با هم توافق، همکاری و هماهنگی داشته باشند و اگر قرار باشد که نتیجه سلطنت و فرمانروایی خدایان متعدد، به‌هم‌خوردن نظم جهان باشد، چنین نتیجه‌ای مدت زمانی طول می‌کشد تا حادث شود. اگر این را بپذیریم آن‌گاه باید در برابر این ادعای خصم که: «شاید آن زمان هنوز فرا نرسیده باشد» سکوت اختیار کنیم. به زعم منتقد این نقد سهمگینی بر دلیل قرآنی است و برای حل مشکل می‌گوید باید ابتدا عمر دقیق کهکشان‌ها را با ادله و شواهد و قرائن محکم و خدشه‌ناپذیر پیدا کنیم و سپس نشان دهیم که «آستانه زمانی تحمل خدایان متعدد برای همکاری و هماهنگی با هم در اداره امور جهان، کمتر از عمر کنونی جهان مادی است.»[۵۳]
3. منتقدان با ذکر این‌که تحقیقات و مشاهدات علمی دانشمندان روند حرکت جهان به سوی بی‌نظمی را نشان می‌دهد می‌گویند در استدلال مورد بحث که به شکل قیاس استثنایی اقامه شده است، راهی برای نفی تالی نداریم تا بتوانیم نفی مقدم و در نتیجه واحد بودن خدا را نتیجه بگیریم. به عبارت دیگر: دلیل قرآنی با چشم‌پوشی از اشکالات گذشته، زمانی منطقی است که بتوانیم وجود «نظمی ثابت» در کل جهان هستی را اثبات کنیم. در حالی که نه‌تنها اثبات وجود چنین نظمی ممکن نیست، بلکه شواهد و قرائن فراوانی آن را نقض می‌کند.[۵۳]

#### نفی وجود خدایان دیگر
آیه ۴۲ سوره اسراء، برای نفی وجود خدایان غیر از الله می‌گوید:
بگو اگر چنان‌که می‌گویند، با او خدایانی [دیگر] بود، در آن صورت حتماً در صدد جستن راهی به سوی [خداوند] صاحب عرش برمی‌آمدند

### زنده‌کردن مردگان
به ترتیب آیات ۳۷ تا ۴۰ سوره قیامه و همچنین آیه ۵ سوره حج، برای قدرت خدا در زنده کردن مردگان، چنین دلیلی آورده‌اند:
آیا او (انسان) نطفه‌ای از منی، که در رحم ریخته می‌شود نبود؟ / سپس به صورت خون بسته درآمد و خداوند او را آفرید و موزون ساخت / و از او دو زوج مرد و زن آفرید / آیا چنین کسی قادر نیست که مردگان را [در قیامت، دوباره] زنده کند؟
ای مردم! اگر دربارهٔ برانگیخته شدن (= زنده شدن مردگان در روز رستاخیز) در شک هستید [و فکر می‌کنید چنین کاری از عهده ما بر نمی‌آید]، پس [بدانید] که ما شما را از خاک آفریده‌ایم؛ سپس از نطفه، سپس از علقه، آن‌گاه از مضغه دارای خلقت کامل و [احیانا] خلقت ناقص، تا [قدرت خود را] بر شما روشن گردانیم؛ و آنچه را اراده می‌کنیم تا مدتی معین در رحم‌ها قرار می‌دهیم، آن‌گاه شما را [به صورت] کودک برون می‌آوریم، سپس [حیات شما را ادامه می‌دهیم]، تا به حد رشدتان برسید، و برخی از شما [زودرس] می‌میرد و برخی از شما به‌غایت پیری می‌رسد، به گونه‌ای که پس از دانستن [بسی چیزها] چیزی نمی‌داند، و زمین را خشکیده می‌بینی، و[لی] چون آب بر آن فرود آوریم به جنبش در می‌آید و نمو می‌کند، و از هر نوع [رستنی‌های] نیکو می‌رویاند

### نهی تمسخر
آیه ۱۱ سوره حجرات، در نهی تمسخر بیان داشته است:
ای کسانی که ایمان آورده‌اید! نباید قومی (= (احتمالا) مردی) قوم (= (احتمالا) مرد) دیگر را ریشخند کند، شاید آن‌ها از این‌ها (= شما) بهتر باشند؛ و نه زنانی، زنان [دیگر] را، شاید آن‌ها از این‌ها (= شما) بهتر باشند؛ و از یک‌دیگر عیب مگیرید و به همدیگر لقب‌های زشت مدهید؛ چه ناپسندیده است نام زشت پس از ایمان، و هرکه توبه نکرد، آنان خود ستمکارند

### نهی ناسزاگویی
آیه ۱۰۸ سوره انعام، از مؤمنان خواسته تا به مشرکان (و یا خدایان آن‌ها) ناسزا نگویند:
و آن‌هایی را که جز خدا [معبود] می‌خوانند دشنام مدهید، که آنان از روی دشمنی [و] به نادانی و جهل، خدا را دشنام خواهند داد؛ این‌گونه برای هر امتی کردارشان را آراستیم؛ آن‌گاه بازگشت آنان به سوی پروردگارشان خواهد بود و ایشان را از آنچه انجام می‌دادند آگاه خواهد ساخت
منتقد می‌پرسد «دشنام دادن به مشرکان (و یا خدایان آن‌ها) به این دلیل ممنوع است که ممکن است آن‌ها نیز به خدا (و یا مؤمنان) دشنام دهند؟» و در ادامه می‌گوید اگر قرآن می‌گفت که به مشرکان یا هر کس که با او دشمنی دارید، دشنام ندهید، زیرا: اولا، این عمل با منش انسان‌های خوب و با شخصیت ناسازگار است، و ثانیاً، نوعی ظلم محسوب می‌شود، شاید کمی معقول‌تر می‌نمود؛ و فلسفه‌ای که قرآن برای نهی از دشنام دادن به دیگران مطرح کرده، مانند این است که بگوییم «به ناموس دیگران تجاوز نکنید، چون ممکن است آن‌ها نیز به ناموس شما تجاوز کنند! حقوق دیگران را پایمال نکنید، چون ممکن است دیگران نیز حقوق شما را پایمان کنند!» منتقد در ادامه انتقاد می‌کند که: اشتباه نشود، آیه مورد بحث به هیچ‌وجه مصداق قاعده طلایی اخلاق، که می‌گوید: «هرچه را بر خود می‌پسندی بر دیگران نیز بپسند، و هرچه را بر خود نمی‌پسندی، بر دیگران نیز مپسند» نیست. مطابق این اصل، ما باید دیگران را مانند خود دوست بداریم و با آن‌ها به گونه‌ای رفتار کنیم که دوست داریم دیگران نیز با ما همان‌گونه رفتار کنند. به عبارت دیگر مبنای این قاعده طلابی اخلاق این است که ما باید تکبر و خودخواهی و خودپرستی را کنار بگذاریم و خود را تافته جدابافته‌ای از دیگران ندانیم؛ در چنین حالتی ما هرگز به کسی توهین نمی‌کنیم، حتی اگر بدانیم که او در عمل نمی‌تواند (و یا نمی‌خواهد) پاسخ توهین ما را بدهد؛ اما آیه قرآن می‌گوید: به آن‌ها ناسزا نگویید مبادا آن‌ها نیز به شما یا خدای‌تان ناسزا گویند؛ و فرق بین این دو آشکار است.

### نهی از راه رفتن متکبرانه
آیه ۳۷ سوره اسراء، در نهی از راه رفتن بر روی زمین با نخوت و تکبر و خودپسندی، چنین آمده است:
و در (= بر) [روی] زمین به نخوت گام بر مدار، چرا که هرگز زمین را نمی‌توانی شکافت، و در بلندی به کوه‌ها نمی‌توانی رسید

### خدای حقیقی کیست
آیه ۲۵۸ سوره بقره، دربارهٔ این‌که خدای حقیقی کیست، در مناظره بین ابراهیم و پادشاه وقت چنین گفته است:
آیا از [حال‏] آن کس که چون خدا به او پادشاهی داده بود [و بدان می‌نازید، و] دربارهٔ پروردگار خود، با ابراهیم محاجّه (= حجّت‌آوری) [می‏]کرد، خبر نیافتی‏؟ آن‌گاه که ابراهیم گفت‏: «پروردگار من همان کسی‌ست که زنده می‌کند و می‌می‌راند» گفت‏: «من [هم‏] زنده می‌کنم و [هم‏] می‌می‌رانم» ابراهیم گفت‏: «خدا[ی من] خورشید را از خاور برمی‌آورد، تو آن را از باختر بر آور» پس آن کافر مبهوت ماند؛ و خداوند قوم ستمکار را هدایت نمی‌کند

### برابری شهادت دو زن با یک مرد
آیه ۲۸۲ سوره بقره، در استدلال آیه برای توجیه این‌که چرا شهادت دو زن معادل شهادت یک مرد است:
... و دو شاهد از مردان‌تان را به شهادت طلبید، پس اگر دو مرد نبودند، مردی را با دو زن‏، از میان گواهانی که [به عدالت آنان‏] رضایت دارید [گواه بگیرید]، تا [اگر] یکی از آن دو [زن‏] فراموش کرد [یا به اشتباه افتاد]، [زنِ‏] دیگر، وی را یادآوری کند…

## تناقضات قرآن

### نبود هماهنگی در کل قرآن
طباطبایی با ذکر آیه ۸۲ سوره نساء مدعی می‌شود که اگر قرآن از جانب غیر خدا بود و ساخته و پرداخته بشر بود تناقض و تضاد بسیاری در آن پدید می‌آمد و ناگریز آخر آن از اولش بهتر و مترقی‌تر بود و حال آن‌که این‌طور نیست و در ادامه می‌گوید «قرآن کتابی است متشابه‌الاجزاء و در قدرت بیان حیرت‌انگیز خود به یک نسق»:
آیا در [معانی] قرآن نمی‌اندیشند؟ اگر [این کتاب] از جانب غیر خدا بود، قطعاً در آن اختلاف بسیار می‌یافتند.
منتقدان به این شکل استدلال می‌کنند که آوردن دلیلی این‌چنینی برای اثبات آسمانی بودن قرآن، از دو جهت، مخدوش است و ضعف و ناتوانی دلیل فوق را آشکار می‌خوانند:
1. با هیچ دلیل علمی یا فلسفی نمی‌توان اثبات کرد که اگر بشری عادی با اتکا به اندیشه‌ها و تجارب خود کتابی بنویسد آن کتاب حتماً مشتمل بر تناقض و تخالف –آن هم به تعداد فراوان– خواهد شد؛ بنابراین حتی اگر فرض کنیم که در قرآن هیچ گونه تناقض‌گویی وجود ندارد، باز هم آسمانی بودن آن اثبات نمی‌شود.
2. در این آیه طوری از قرآن سخن رفته است که گویی در آن هیچ تناقضی وجود ندارد، در حالی که تأملی اندک در معانی آیات قرآن آشکار خواهد کرد که در این کتاب ده‌ها بار تناقض‌گویی شده است و همین نشان می‌دهد که قرآن نمی‌تواند کلام خدا باشد.

### حلال و حرام کردن ازدواج خود با بیش از چهار زن
محمد بن عبدالله در آیه ۵۰ سوره احزاب، برای خود، حق آزادی کامل در ازدواج با زنان، قائل می‌شود؛ ولی چون یکی از زنانش یعنی عایشه و نیز برخی از افراد دیگر، اعتراض می‌کنند که این چه خدایی است که تو را در استفاده بدون قید و شرط از زنان، آزاد می‌گذارد، فوراً آیه ۵۰ احزاب را لغو کرده و آیه ۵۲ احزاب را ایجاد می‌کند.

### محکم و متشابه
از دیدگاه منتقدان مجموعه آیات قرآن نه‌تنها با هم هماهنگ نیستند، بلکه در بعضی موارد یکدیگر را نقض می‌کنند. محققان مسلمان علت اختلافات ظاهری آیات قرآن را ناشی از عدم درک درست «عامّ و خاصّ»، «ناسخ و منسوخ» و «محکم و متشابه» در آیات قرآن می‌دانند. چیزی که قرآن خودش هم به آن اشاره کرده است: «اوست کسی که این کتاب را بر تو فرو فرستاد. پاره ای از آن آیات محکم است آن‌ها اساس کتابند و [پاره ای] دیگر متشابهاتند؛ اما کسانی که در دلهایشان انحراف است برای فتنه جویی و طلب تاویلِ آن، از متشابهِ آن پیروی می‌کنند با آن‌که تاویلش را جز خدا و ریشه داران در دانش کسی نمی‌داند. [آنان که] می‌گویند ما بدان ایمان آوردیم همه [چه محکم و چه متشابه] از جانب پروردگار ماست و جز خردمندان کسی متذکر نمی‌شود.»
مراد از «آیات محکم» آیاتی است که مفهوم آن به قدری روشن است که جای گفتگو و بحث در آن نیست، آیاتی همچون «قل هو الله أحد» (بگو اوست خدای یگانه)، «لیس کمثله شیء» (هیچ چیز مانند او نیست)، «الله خالق کلّ شیء» (خداوند آفریننده و آفریدگار همه چیز است) و هزاران آیه مانند آن‌ها دربارهٔ عقاید و احکام و مواعظ، همه از محکمات می‌باشند. اما «آیات متشابه» یعنی آیاتی که معانی آن در نگاه ظاهری معناهای متعددی دارد. برای نمونه قسمتی از آیات مربوط به صفات خدا و چگونگی معاد را می‌توان ذکر کرد. مانند «یدالله فوق أیدیهم، دست خدا بالای دستهای آن‌ها است» که دربارهٔ قدرت خداوند می‌باشد، «و الله سمیع علیم، خداوند شنوا و دانا است» که اشاره به علم خدا است، «و نضع الموازین القسط لیوم القیامة، ترازوهای عدالت را در روز رستاخیز قرار می‌دهیم» که دربارهٔ وسیله سنجش اعمال سخن می‌گوید. بدیهی است نه خداوند دست (به معنی عضو مخصوص) دارد و نه گوش دارد؛ و نه ترازوی سنجش اعمال، شبیه ترازوهای ماست. در این‌جا به چند نمونه از تناقض‌گویی‌های قرآن از دید منتقدان اشاره می‌شود.

### توبه
آیه ۵۴ سوره انعام می‌گوید:
... هر کس از شما که از روی نادانی کار بدی کند، آن‌گاه توبه کند و نیکوکار شود، بداند که خدا [نسبت به او] آمرزنده و مهربان است.
آیه ۱۱۹ سوره نحل نیز همین مضمون را تکرار می‌کند:
پروردگار تو برای کسانی که از روی نادانی مرتکب کاری زشت شوند، سپس توبه کنند و به اصلاح آیند، آمرزنده و مهربان است.
آیه ۱۷ سوره نساء نیز با صراحت بیش‌تری، شرط قبولی توبه را جهل به گناه می‌داند:
[قبول] توبه بر خدا فقط برای کسانی است که بدی (گناه) به نادانی کنند، سپس بزودی توبه کنند. آنانند که خدا بسویشان بازمی‌گردد [و توبه‌شان را می‌پذیرد]...
طبق آیات فوق، توبه افرادی که با علم به گناه بودن یک عمل، مرتکب آن شده‌اند قبول نمی‌شود. اما آیه ۱۵۳ سوره نساء می‌گوید:
اهل کتاب از تو می‌خواهند که کتابی از آسمان بر آنان فرو آری، همانا از موسی بزرگ‌تر از این خواستند که گفتند: خدای را آشکارا به ما نشان بده، پس صاعقه آنان را به سبب [گستاخی و] ستمشان بگرفت. سپس گوساله را پس از آن‌که نشانه‌های روشن و آشکار [معجزات] برایشان آمده بود [به خدایی] گرفتند و ما [پس از آن‌که توبه کردند] از آن گناه ذرگذشتیم…
سؤال منتقد این است که خداوند چگونه توبه بنی‌اسرائیل را - با آن‌که عالمانه (و پس از آن‌که حجت بر آن‌ها تمام شده بود) مرتکب شرک شدند، قبول کرد و گناه‌شان را بخشید، و آیا این با مفاد آیه ۱۷ سوره نساء در تناقض نیست.

آیات ۸۶–۸۹ سوره آل‌عمران می‌گوید:
چگونه خداوند، قومی را که بعد از ایمانشان کافر شدند، هدایت کند؟ با آن‌که شهادت دادند که این رسول، بر حق است و برایشان دلایل روشن آمد و خداوند قوم ستمگر را هدایت نمی‌کند؛ آنان سزایشان این است که لعنت خدا و فرشتگان و مردم، همگی بر ایشان است؛ در آن (جهنم) جاودانه بمانند، نه عذاب از آن‌ها کم می‌شود و نه مهلت می‌یابند؛ مگر کسانی که پس از آن توبه کردند و درستکاری پیشه کردند که خداوند آمرزنده مهربان است.
طبق این آیات، کسانی که دلایل روشن (بینات) برایشان آمده و به حقانیت رسول خدا پی‌برده و ایمان آورده‌اند، چنانچه دوباره کافر شوند، عذاب ابدی در انتظارشان است، مگر آن‌که توبه کنند و راه درستکاری در پیش گیرند. منتقد پس از ذکر این موارد می‌پرسد «یعنی توبه چنین افرادی -که عالمانه و آگاهانه از ایمان خود دست کشیده‌اند و دوباره کافر شده‌اند- نیز مورد قبول واقع می‌شود؟!» و آن را تناقضی دیگر به‌شمار می‌آورد.

آیه ۹۰ همان سوره قبل یعنی آل عمران می‌گوید:
کسانی که پس از ایمان خود کافر شدند، سپس بر کفر خود افزودند، هرگز توبه آن‌ها پذیرفته نخواهد شد، و آنان، خود گمراهانند.
در ادامه منتقد با ذکر این‌که این آیه درست پس از آیات فوق (آیات ۸۶–۸۹ سوره آل عمران) آمده، همین را مایه سرگیجه خود می‌خواند و با شگفتی اظهار می‌کند مطابق آیات قبل، توبه کسانی که ایمان آورده و سپس (با آن‌که برایشان دلایل روشن آمده)، دوباره کافر شده‌اند، قبول می‌شود، اما مطابق این آیه ۹۰، توبه این افراد هرگز پذیرفته نمی‌شود. در پاسخ به توجیهی احتمالی مبنی بر این‌که در آیه ۹۰ قیدی وجود دارد که در آیات ۸۶–۸۹ وجود ندارد، یعنی قید «سپس بر کفر خود افزودند»، می‌گوید معنای چنین توجیهی این است که خداوند می‌خواهد به کسانی که پس از ایمان آوردن دوباره کافر شده‌اند بگوید «اگر میزان کفر شما ثابت بماند، چنانچه به اشتباه خود پی‌برده و پشیمان شوید و توبه کنید، توبه شما پذیرفته می‌شود، اما اگر پس از کافر شدن، میزان کفر شما ثابت نماند و چیزی بر آن افزوده شود، دیگر هرگز امید بازگشتی برای شما نیست؛ یعنی حتی اگر به اشتباه خود پی برده و پشیمان شوید و هزار بار توبه کنید، باز هم فایده ای ندارد و توبه شما پذیرفته نمی‌شود» و در ادامه می‌گوید اما این توجیه به دو دلیل ایراد دارد:
1. با عدل و رحمت خدا ناسازگار است.
2. در تناقض با مفاد آیه ۱۵۲ سوره نساء است.

در آیه ۱۵۲ سوره نساء که پیش‌تر آمد، بنی اسرائیل پس از آن‌که دوباره کافر شدند و تعالیم موسی را نادیده گرفتند، مجسمه گوساله ای را ساخته و آن را پرستیدند یعنی نه‌تنها بر کفر خود افزودند بلکه حتی از مرحله کفر بالاتر رفته و مشرک شدند، به عبارت دیگر مرتکب بزرگ‌ترین ظلم و گناه شدند، اما توبه آن‌ها پذیرفته شد و خداوند گناهشان را بخشید؛ و بنابراین موارد به زعم منتقد، توجیه فوق ناتوان از حل تناقضات مطرح‌شده دانسته شده است.

پاسخ احتمالی دیگر که مورد بررسی قرار گرفته این است که آیه ۹۱ در زیر، معنای آیه ۹۰ را روشن می‌کند، و اگر این آیه را در کنار آیه قبل قرار دهیم، معلوم می‌شود که آیه ۹۰ از عدم قبول توبه این افراد پس از مرگ سخن می‌گوید، نه در زمان حیات:
در حقیقت، کسانی که کافر شده و در حال کفر مرده‌اند، اگرچه [فراخنای] زمین را پر از طلا کنند و آن را نوید دهند، هرگز از هیچ‌یک از آنان پذیرفته نخواهد شد، آنان را عذابی دردناک خواهد بود…
اما این‌گونه استدلال می‌شود که این توجیه نیز نادرست است و مشکلی را حل نمی‌کند:
1. آیه ۹۱ ربطی به آیه ۹۰ ندارد و معنای آن مستقل از آیه قبل است. این آیه می‌خواهد بگوید که قیامت، عرصه رشوه دادن و رشوه گرفتن نیست و کسی که کافر از دنیا رود، دچار عذاب جهنم می‌شود و هیچ چیزی نمی‌تواند به او کمک کند، نه مال و ثروت، نه مقام، نه فرزند و نه … به عبارتی دیگر: در این آیه، صحبت از این نیست که توبه کافران پس از مرگ پذیرفته می‌شود یا نمی‌شود، زیرا توبه پس از مرگ بی‌معنی است و آیه ۵۴ سوره زمر تأکید می‌کند که اگر کسی مرگ را جلوی چشم خویش ببنید و برایش یقین حاصل شود که دیگر زنده نخواهد ماند و باید جان به جان آفرین تسلیم کند، توبه‌اش پذیرفته نمی‌شود و فرقی نمی‌کند که کافر باشد یا مؤمن گناهکار؛ پس در جایی که توبه گناهکار (مؤمن یا کافر) در لحظات آخر عمر مورد قبول واقع نمی‌شود، بیان این واقعیت که پس از مرگ، توبه کافر پذیرفته نمی‌شود، لغو است. اصولاً اگر توبه پس از مرگ، امکان‌پذیر باشد و مورد قبول واقع شود، به اصطلاح منتقد «باید درب جهنم را تخته کرد!» زیرا در قیامت، همه گناهکاران و کافران به معنای واقعی کلمه پشیمان می‌شوند و با همه وجود خود، از خداوند طلب بخشایش می‌کنند.
2. متن آیه ۹۰ در این‌که موضوع آن عدم قبول توبه کفار در زمان حیات است، صراحت دارد و اگر می‌خواست بگوید که توبه آن‌ها پس از مرگ پذیرفته نمی‌شود می‌توانست قبل از واژه هرگز عبارت کوتاه «پس از مرگ» را بیاورد، نه این‌که از این کار اجتناب کند و آیه دیگری در سه سطر بیاورد تا ما از روی آن بفهمیم که مراد آیه قبل عدم قبول توبه کافر پس از مرگ است و این کار به زبان منتقد یعنی «لقمه را از پشت سر به دهان گذاشتن».

#### پاسخ مسلمانان
این درحالی است که تفسیر نمونه در مورد آیات سوره آل عمران را بدین صورت توضیح می‌دهد: «ترجمه :۹۰ - کسانی که پس از ایمان کافر شدند و سپس بر کفر (خود) افزودند، (و در این راه اصرار ورزیدند) هیچگاه توبه آنان، (که از روی ناچاری یا در آستانه مرگ صورت می‌گیرد) قبول نمی‌شود، و آن‌ها گمراهان (واقعی) اند (چرا که هم راه خدا را گم کرده‌اند، و هم راه توبه را!). ۹۱ - کسانی که کافر شدند و در حال کفر از دنیا رفتند، اگر چه در روی زمین پر از طلا باشد، و آن را به عنوان فدیه (و کفاره اعمال بد خویش) بپردازند، هرگز از هیچ‌یک آن‌ها قبول نخواهد شد، و برای آنان، مجازات دردناک است، و یاورانی ندارند. شان نزول :بعضی گفته‌اند آیه اول در مورد اهل کتاب که قبل از بعثت پیامبر اسلام (صلی الله علیه و آله و سلم) به او ایمان آورده بودند اما پس از مبعث به او کفر ورزیدند نازل شده، و بعضی دیگر گفته‌اند در مورد (حارث بن سوید) و یازده نفر از یاران او که از اسلام برگشته بودند نازل شده ولی حارث پشیمان شد و توبه کرد و چنان‌که در شاءن نزول آیه قبل نیز اشاره شد یازده نفر از همراهان او به حال خود باقی ماندند و بازنگشتند و در پاسخ دعوت حارث به او گفتند: ما در مکه می‌مانیم و به کار خود بر ضد محمد (صلی الله علیه و آله و سلم) ادامه می‌دهیم و انتظار شکست او را داریم اگر مقصود ما حاصل شد چه بهتر و در غیر این صورت راه توبه باز است و هر گاه برگردیم (او ما را می‌پذیرد و) دربارهٔ ما همان چیزی که دربارهٔ حارث نازل شد نازل می‌گردد. هنگامی که رسول‌الله (صلی الله علیه و آله و سلم) مکه را فتح کرد بعضی از آن‌ها وارد اسلام شدند و توبه آن‌ها پذیرفته شد و اما در مورد کسانی که در حال کفر از دنیا رفته بودند آیه دوم نازل گردید. تفسیر: توبه بی‌فایده در آیات قبل سخن از کسانی در میان بود که از راه انحرافی خود پشیمان شده و توبه حقیقی نموده بودند و لذا توبه آن‌ها قبول شد ولی در این آیه سخن از کسانی است که توبه آن‌ها پذیرفته نیست این‌ها کسانی هستند که نخست ایمان آورده سپس کافر شده و در کفر پافشاری و اصرار دارند و به همین دلیل هیچگاه حاضر به پیروی از دستور[های] حق نیستند مگر این‌که کار بر آن‌ها مشکل شود و راهی جز اطاعت و توبه و تسلیم نبینند یقیناً خداوند توبه این‌گونه افراد را قبول نخواهد کرد.»

### اعمال گذشتگان
آیه ۱۳۴ سوره بقره می‌گوید:
آن جماعت را روزگار سپری شد، آنچه آن‌ها کردند، از آن آن‌هاست و آنچه شما می‌کنید، از آن شماست؛ و شما را به خاصر اعمال آن‌ها مورد سؤال و مؤاخذه قرار نمی‌دهند.
در باب نقد در این آیه گفته می‌شود که مطابق این آیه، هر کس مسئول اعمال خودش است نه اعمالی که گذشتگان یا دیگران انجام داده‌اند و این قاعده‌ای است عقلی، اخلافی، و وجدانی که جای هیچ چون و چرایی ندارد، لکن خود قرآن به این قاعده پایبند نمی‌ماند و در بسیاری از موارد، خصوصاً در برخورد با یهودی‌ها، مخالفان خود را به خاطر اعمالی که گذشتگانشان مرتکب شده‌اند مورد سرزنش و ملامت قرار می‌دهد. آیه ۸۷ سوره بقره خطاب به یهودیان می‌گوید:
و همانا به موسی کتاب [تورات] را دادیم و پس از او پیامبران را پشت سر هم فرستادیم و به عیسی‌بن‌مریم معجزه‌های آشکار بخشیدیم و او را با روح‌القدس تأیید کردیم، [پس چرا] هرگاه پیامبری چیزی را که خوشایند شما نبود برایتان آورد، کبر ورزیدند و گروهی را دروغ‌گو خواندید و گروهی را کشتید؟
آیه ۹۱ سوره بقره نیز می‌گوید:
و چون به آنان گفته شود: به آنچه خدا نازل کرده ایمان بیاورید، می‌گویند: ما به آنچه بر [پیامبر] خودمان نازل شده ایمان می‌آوریم، و غیر آن را… انکار می‌کنند. بگو: اگر مؤمن بودید، پس چرا پیش از این، پیامبران خدا را می‌کشتید؟
آیه ۱۸۳ سوره آل‌عمران نیز می‌گوید:
... [به آنان] بگو: قطعاً پیش از من، پیامبرانی بودند که دلایل آشکار را با آنچه گفتید، برای شما آوردند. اگر راست می‌گویید، پس چرا آنان را کشتید؟
آیه ۵۹ سوره اسراء نیز علت عدم ارائه معجزه از طرف خدا و برای مخاطبان پیامبر اسلام را می‌گوید:
و [چیزی] ما را از فرستادن معجزات [برای شما امت پیامبر اسلام] بازنداشت جز این‌که پیشینیان، آن‌ها را به دروغ گرفتند، و [به عنوان مثال] به ثمود ماد شتر دادیم که [پدیده‌ای] روشن‌گر بود، ولی به آن ستم کردند…
از دید منتقد یعنی خداوند به این دلیل به پیامبر اسلام معجزه نمی‌دهد که در گذشته‌های دور برای هر امتی که معجزه فرستاد، آن امت قدر آن معجزه را ندانستند و آن را تکذیب کردند و به عبارتی «امت پیامبر باید چوب گناهان قوم نوح و ثمود و عاد و… را بخورد».

### خلقت آسمان و زمین
مدت خلقت آسمان و زمین در قرآن متفاوت ذکر شده است. در آیات ۹ تا ۱۲ سوره فصلّت آمده که زمین و آسمان در هشت روز آفریده شد؛ اما در آیه چهارم از سوره سجده و هفت آیه دیگر گفته شده: «فِی سِتَّةِ أَیَّام» یعنی در شش روز آفریده شده است: عدد ۸ از جمع اعداد موجود در این آیه محاسبه شده است: «بگو: آیا شما به آن کس که زمین را در دو روز آفرید کافر می‌شوید و برای او همانندهایی قرار می‌دهید؟! او پروردگار جهانیان است. او بر فراز زمین کوه‌های استواری قرار داد و برکاتی در آن نهاد و مواد غذایی آن را مقدّر فرمود، ـ این‌ها همه در چهار روز بود ـ درست به اندازه نیاز تقاضا کنندگان. آنگاه آن‌ها را به‌صورت هفت آسمان در دو روز آفرید، ...». منتقدان با جمع زدن عدد ۲ و ۴ و ۲ به عدد ۸ رسیده‌اند.
انتقاد دیگری که توسط منتقدان ایراد می‌شود، این است که در سوره بقره اول زمین آفریده شده است سپس آسمان اما در سوره النازعات اول آسمان آفریده شده است سپس زمین پاسخ مراجع دینی این است که، قرآن در رابطه با خلقت آسمان و زمین در سوره بقره می‌گوید: «او ـ خداوند ـ کسی است که همه آنچه را در زمین وجود دارد، برای شما آفرید، سپس به آسمان پرداخت». در این آیه خلقت زمین قبل از خلقت آسمان بیان شده است. امّا به ادّعای منتقدان، در سوره نازعات این مسئله بر عکس بیان شده است. در آیه ۲۷ ابتدا به آفرینش آسمان اشاره کرده و می‌گوید: «السَّماءُ بَناها» و در ادامه می‌فرماید: «وَ الْأَرْضَ بَعْدَ ذالِکَ دَحاها»؛ (و زمین را بعد از آن گسترش داد).

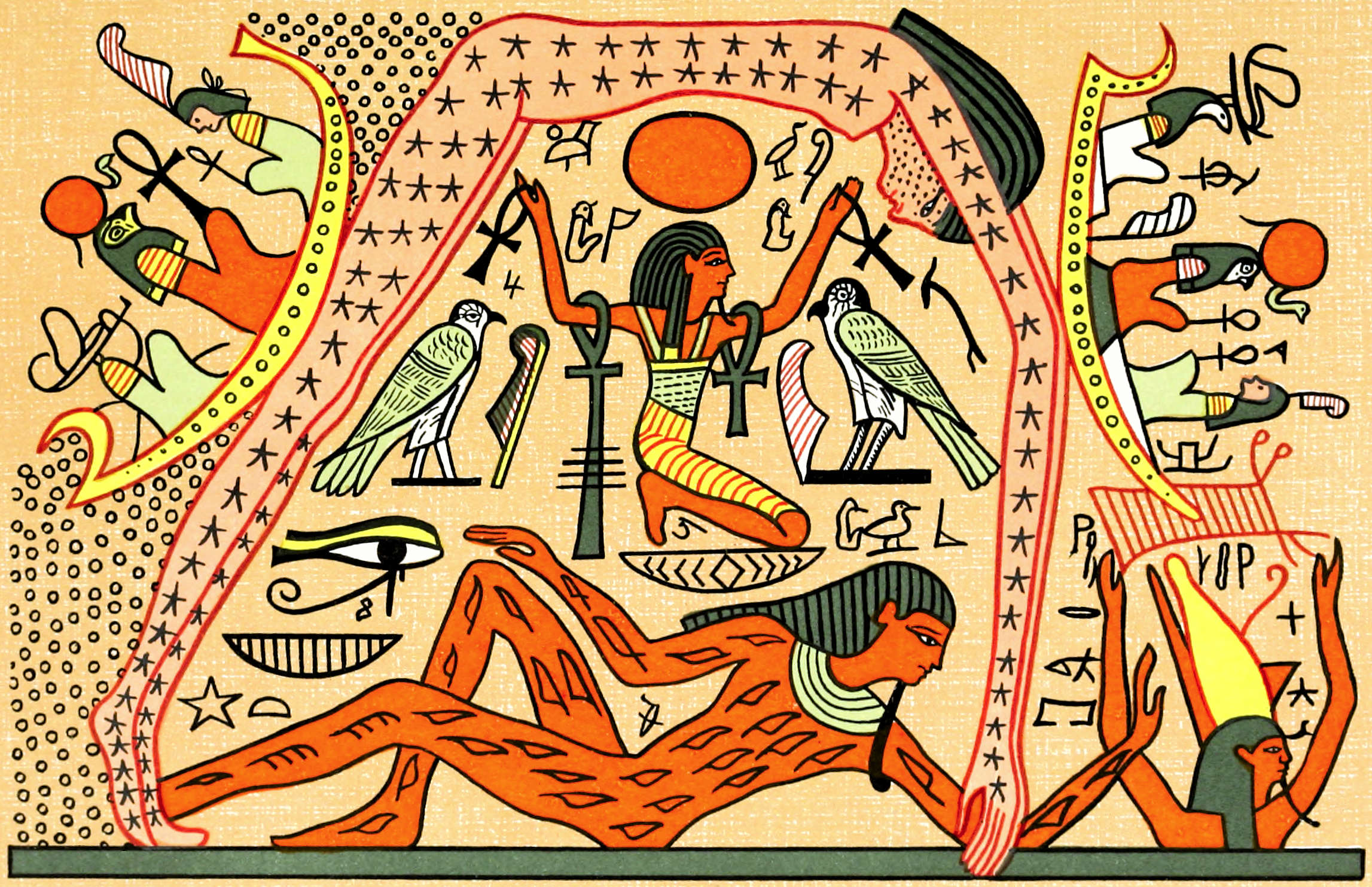
در مصر باستان، شو ایزد هوا، نوت ایزد آسمان را نگاه می‌دارد تا از گب ایزد زمین جدا شود.

### آفرینش انسان
برخی دربارهٔ این‌که در قرآن انسان از چه چیز آفریده شده، مدعی تناقض در قرآن هستند. قرآن سر منشأ خلقت انسان را به صورت‌های متفاوتی بیان کرده است. گاهی می‌گوید انسان از خاک خلق شده است و گاهی می‌گوید از گل یا از خون یا قطره آبی و… آفریده شده! این انتقاد وجود دارد که بالاخره انسان از چه چیزی آفریده شده است؟

### روزهای خدا
- در سوره حج آیه ۴۷ و سوره سجده آیه ۵ روزهای الله برابر ۱۰۰۰ سال بشر است اما در سوره العروج (که به المعارج یا سئل‌سائل نیز مشهور است) آیه ۴ روزهای الله برابر ۵۰۰۰۰ سال بشر است.[۶۴][۶۴][۷۲]

در این رابطه منابع اسلامی به حدیثی از صادق اشاره می‌کنند که شیخ کلینی در کافی و شیخ طوسی در آمالی آن را نقل کرده‌اند. صادق می‌گوید: «در قیامت پنجاه موقف است که هر موقفی به اندازه یک هزار سال از سال هائی است که شما می‌شمرید»، سپس این آیه را تلاوت نمود: در روزی که مقدارش پنجاه هزار سال است. برخی این احتمال را هم مطرح کرده‌اند که عدد «هزار» و «پنجاه هزار» در این‌جا برای بیان کثرت و فزونی باشد، یعنی در قیامت موقف زیادی است که هر یک مدّت زیادی طول می‌کشد.

## نقد محمد
دشتی معتقد است محمد از قرآن به عنوان ابزاری برای پیشبرد نظرات شخصی اش استفاده کرده است و خواسته‌های نفسانی خود را در ظرف کلام خدا به اطرافیان تحمیل کرده است. از همین رو بوده است که عایشه، یکی از همسران محمد، در مقام انتقاد از محمد گفته است «می‌بینم که پروردگارت به انجام خواسته‌هایت [=هواهای نفسانی] می‌شتابد.» (انی اری ربک یسارع فی هواک). این قضیه به‌خصوص در زمینه تمتع محمد از زنان منظور نظر بوده است. دشتی می‌گوید قرآن مشحون است از حکم‌هایی که تمتع‌های محمد از زنان را به انحای مختلف حلال می‌شمرد و همان تمتع‌ها را بر دیگران حرام. گفته بالا از عایشه هم در یکی از همین ماجراها (بخشیدن ام شریک دوسیه خویشتن را به محمد) بر زبان رانده شده است.
دشتی در ادامه می‌گوید: قرآن به مسائلی پرداخته است که ممکن است در دیده منتقد حقیر جلوه کند. از آن جمله است: مسائل خصوصی محمد یا آنِ زنان وی یا نزاع‌های لفظی وی با مخالفانش. آمدن چنین مطالبی در قرآن دون شأن کتابی دانسته شده است که بنا به ادعا کتاب هدایت بشر در همه اعصار است. ابن‌وَرّاق به نقل از کائناتی رسالت قرآن را این می‌داند تا مشکلات محمد را با آیه هائی که به سودش نازل می‌کند، بر طرف می‌سازد. اشتباهاتش را هموار می‌کند؛ لغزش‌هایش را مشروع جلوه می‌دهد و در مقام یک خدای ستمگر، وحشی و غیراخلاقی سامی، تحقق غریزه‌های ددمنشانه پیامبرش را تشویق می‌کند سوره مسد یکی از این سوره‌های مورد انتقاد است؛ که دربارهٔ ابولهب و همسرش (دشمنان پیامبر) است. در این سوره از نابودی ابولهب و اعمالش سخن به میان آمده است و او و همسرش به گرفتاری در عذاب جهنم تهدید شده‌اند.
به گفته دشتی از ساحت کبریای آفریننده جهان و قادر مطلق دور است که به یک عرب نادانی دشنام دهد و نفرین کند و زن او را حمالةالحطب بنامد. دشتی همچنین سوره کوثر را مثال می‌آورد که در واکنش به ماجرای کنایه زدن شخصی به پیامبر اسلام دربارهٔ بی‌دنباله بودن وی، پس از درگذشتِ قاسم و عبدالله، فرزندان پیامبر اسلام، نازل شده است.
واکنش عمومی مسلمانان به این دست انتقادها این است که آیات قرآن در واکنش به واقعیات فرهنگی و اجتماعی زمانه خویش نازل شده است. مثل مخالفت اسلام با فرهنگ آن زمان که پسران را بزرگ می‌شمردند و دختران را زنده بگور می‌کردند؛ در ماجرای بی دنباله خواندن پیامبر، همچنین شکستن یک سنت جاهلی در ارتباط با ازدواج با همسر مطلقه فرزندخوانده در ماجرای ازدواج محمد با زینب بنت حجش است.

ماجرای زینب به روایت منتقدان به شرح زیر است:
«روزی محمد برای دیدار پسر خوانده‌اش زید، رهسپار خانه او شد. زید با زینب بنت حجش، دختر عموی محمد که زن بسیار زیبائی بود ازدواج کرده بود. در آنروز زید در خانه نبود و زینب که کم و بیش نیمه لخت بود، در را بروی محمد باز کرد و او را به درون خانه فراخواند. زیبائی زینب از بدن نیمه لختش آشکار شده بود و محمد را در جا میخکوب کرد. پس از لختی سکوت، محمد اظهار داشت: «فتبارک الله الحسن الخالقین» سپس در حالیکه مشاهده زیبائی زینب، محمد را به خود آورده بود، خانه زید را ترک کرد. هنگامی که زید به خانه برگشت و زینب رویداد رخ داده را به اطلاعش رساند، زید یکسره نزد محمد رفت و اظهار داشت که میل دارد زنش را طلاق دهد. اما محمد مخالفت کرده و گفت: «از الله بترس و همسرت را نگه دار». زید که درک کرده بود عشق زینب در دل محمد خانه کرده است، او را طلاق داد ولی محمد از ترس سرزنش مردم، هنوز در ازدواج با زینب تردید داشت. علاوه بر آن در سنت عرب، پسرخوانده با پسر تفاوتی نمی‌کرد و عرب‌ها ازدواج با همسرِ پسرخوانده را ازدواج با محارم به‌شمار می‌آوردند؛ ولی بنابر رسم معمول همیشگی، آیه هایی از طرف الله به محمد وحی شد و به او جرأت داد تا این هنجار را نقض کند. به‌طوری‌که در روزی که محمد در خانه عایشه بود، به گونه‌ای ناگهانی وارد یکی از غش و ضعف‌های هنگام وحی گردید. هنگامی که از آن حالت بیرون آمد، اظهار داشت: «چه کسی نزد زینب خواهد رفت و به او شادباش خواهد گفت، زیرا، الله ازدواج او را با من تجویز کرده است» 
در مقابل روایتی که مراجع اسلام به آن استناد می‌کنند روایت انس است. بر طبق این روایت، زید به قصد شکایت از زینب به نزد محمد رفت. نه به قصد پیش قدم شدن برای ازدواج زینب با محمد. محمد او را به ترس از خدا و نگهداشتن زنش نصیحت کرد.
به اعتقاد موافقان، داستان ازدواج محمد با زینب بنت حجش با تمام صراحتی که در قرآن آمده و هدف آن شکستن یک سنت جاهلی در ارتباط با ازدواج با همسر مطلقه فرزندخوانده معرفی شده، باز مورد سوء استفاده دشمنان اسلام شده که خواسته‌اند از آن یک داستان عشقی بسازند تا شخصیت محمد را با آن آلوده کنند و برای اینکار احادیث مشکوک یا مجعولی را دستاویز قرار داده‌اند. از جمله این‌که نوشته‌اند:
«هنگامی که پیامبر برای حالپرسی زید به خانه او آمد همینکه در را گشود چشمش به جمال زینب افتاد، و گفت: سبحان الله خالق النور تبارک الله احسن الخالقین !: (منزه است خداوندی که خالق نور است و جاوید و پر برکت است خدائی که احسن الخالقین می‌باشد) و این جمله را دلیلی بر علاقه محمد به زینب گرفته‌اند. در حالی که شواهد روشنی – قطع نظر از مسئله نبوت و عصمت – در دست است که این افسانه‌ها را تکذیب می‌کند. نخست این‌که: زینب دختر عمه پیامبر بود و در محیط خانوادگی تقریباً با او بزرگ شده بود، پیامبر شخصاً او را برای زید خواستگاری کرد، و اگر زینب جمال فوق‌العاده‌ای داشت و فرضاً جمال او جلب توجه محمد را کرده بود، نه جمالش امر مخفی بود و نه ازدواج با او قبل از این ماجرا مشکلی داشت، بلکه با توجه به این‌که زینب هیچگونه تمایلی برای ازدواج با زید نشان نمی‌داد بلکه مخالفت خود را صریحاً، بیان کرد، و کاملاً ترجیح می‌داد همسر پیامبر شود به‌طوری‌که وقتی پیامبر به خواستگاری او برای زید رفت خوشحال شد زیرا تصور می‌کرد محمد او را برای خود خواستگاری می‌کند، اما بعداً با نزول آیه قرآن و امر به تسلیم در برابر فرمان خدا و پیامبر تن به ازدواج با زید داد. با این مقدمات چه جای این توهم که او از چگونگی زینب با خبر نباشد؟ و چه جای این توهم که تمایل ازدواج با او را داشته باشد و نتواند اقدام کند؟ دیگر این‌که هنگامی که زید برای طلاق دادن همسرش زینب به پیامبر مراجعه می‌نماید پیامبر بارها او را نصیحت می‌کند و مانع این طلاق می‌شود، این خود شاهد دیگری بر نفی آن افسانه‌ها است. از سوی دیگر قرآن با صراحت هدف این ازدواج را بیان کرده تا جائی برای گفتگوهای دیگر نباشد. از سوی چهارم در آیات فوق خواندیم که خدا به پیامبر می‌گوید: (در ماجرای ازدواج با همسر مطلقه زید جریانی وجود داشت که پیامبر از مردم می‌ترسید در حالی که باید از خدا بترسد) از دیدگاه مسلمانان مسئله ترس از خدا نشان می‌دهد که این ازدواج به عنوان یک وظیفه انجام شده که باید به خاطر پروردگار ملاحظات شخصی را کنار بگذارد تا یک هدف مقدس الهی تأمین شود، هر چند به قیمت انتقاد منتقدان و متهم ساختن محمد تمام گردد.»
ماجرای ماریه، یکی دیگر از همسران محمد، و آیه ای که در این مورد نازل شده، هم انتقاد برخی را که معتقدند محمد این آیات را به نفع خودش ساخته است، را برانگیخته است. ماجرای ماریه از این قرار است که توجه محمد به ماریه و شایستگی‌های این بانو حساسیت برخی از زنان پیامبر به‌خصوص عایشه و حفصه را برانگیخته بود. آن‌ها از رفتار پیامبر با ماریه و علاقه خاص محمد به او در رنج و تعب بودند تا این‌که روزی حفصه در روز مخصوص خود نزد محمد آمده از او اجازه خواست جهت کاری نزد پدر برود. محمد به او اجازه داد، پس از رفتن حفصه، محمد ماریه را به خود طلبید. حفصه به خانه برگشت و چون در بسته بود بیرون در نشسته بود وقتی حفصه محمد را با ماریه دید ناراحت شد و با پیامبر درشتی کرد. محمد برای رضایت او ماریه را بر خود حرام کرد و از او خواست قضیه را مخفی کند؛ اما حفصه فوراً به عایشه خبر داد
و گفت: «تو را بشارت می‌دهم که رسول‌خدا کنیزش را بر خود حرام کرده است و خداوند ما را از دست او راحت کرد.» در این هنگام آیات اول سوره تحریم نازل شد (ای پیامبر چرا چیزی را که خدا بر تو حلال کرده به خاطر جلب رضایت همسرانت بر خود حرام می‌کنی…) و پیامبر را به خاطر این‌که حلال خدا را حرام کرده، عتاب نموده، بعد دستور می‌دهد سوگندش را بشکند.

## قرآن و یهودیان
در تمام آیات مکی، قرآن در همه موارد مؤیّدِ خط فکری اعتقادی یهودیان و مسیحیان است. اولین نشانه‌های اصطکاک با یهودیان در قرآن در سال دوم هجرت آغاز می‌شود در حالی که مسیحیان همچنان مورد تأیید و حتی ستایش قرار می‌گیرند. بعداً بنا به دلایلی به تدریج در آیه‌ها نشانه‌های انتقادی‌ای به یهودیان نمایان می‌شود. یهودیان به رباخواری (بر خلاف دستورها تورات) و به دستکاری در کتاب مقدس خود از طریق حذف برخی از قسمت‌های آن متهم می‌شوند و بابت خطاهای گذشته خود مورد نکوهش قرار می‌گیرند، روزه یوم کیپور یهودیان تبدیل به روزه ماه رمضان مسلمانان می‌شود و بیت‌المقدس جای خود را به مکه به عنوان قبله مسلمین می‌دهد. اما در نهایت با به وجود آمدن برخی مسائل میان محمد و یهودیان آیات قرآن جنبه رویارویی و بعضاً جنگ‌طلبی به خود می‌گیرد. یهودیان در قرآن معمولاً به قبایل سه‌گانه یهود در زمان محمد یعنی بنی‌نضیر، بنی‌قینقاع و بنی‌قریظه اشاره دارد.

### دوره اول سازش
تا قبل از هجرت، محمد اسلام را جزئی از یهودیت و مسیحیت قلمداد می‌کرد و انتظار داشت او و یهودیان جبهه مشترکی علیه شرک قریشیان و دیگر اعراب تشکیل دهند. در تمام سال‌های مکه محمد در آیین خود از پیوستگی آیینش با دو آیین گذشته سخن می‌گفت و از پرستش خدای ابراهیم و موسی حرف می‌زد. از همین رو شماری از آیین‌های یهودیان من‌جمله نیایش به سوی بیت‌المقدس، روزه روز کیپور (دهم ماه تشرین، روز عاشورا در اصطلاح عربی) و نماز نیمروز جزء آیین‌های مسلمانان قرار گرفته بود. همچنین در مورد احکام حلال و حرام نیز همچون نجاست خون و گوشت خوک و مردار احکام یهودیت تبعیت می‌شد. در این دوره عموماً آیاتی ارائه می‌شد که پا به پای تورات در ستایش بنی‌اسراییل سخن می‌گفت: «ما به بنی اسرائیل کتاب و علم داوری و نبوت عطا کردیم و از چیزهای پاکیزه و خوش روزیشان کردیم و بر جهانیان برتریشان دادیم» «و به آن مردمی که به ناتوانی افتاده بودند، شرق و غرب آن سرزمین را که برکت داده بودیم به میراث دادیم، و وعده نیکویی که پروردگار تو به بنی اسرائیل داده بود بدان سبب که شکیبایی ورزیده بودند، به کمال رسیدند» حتی این حُسن نیت تا هفته‌های اولیه هجرت به مدینه ادامه یافت: «ای بنی اسرائیل، نعمتی را که بر شما ارزانی داشتم به یاد بیاورید و شما را بر جهانیان برتری دادم» «کسانی که ایمان آوردند و کسانی که آیین یهودان و ترسایان و صابئان را برگزیدند، اگر به خدا و روز بازپسین ایمان داشته باشند و کاری شایسته کنند، خدا به آن‌ها پاداش نیک می‌دهد و نه بیمناک می‌شوند و نه محزون» اما با وجود این، یهودیان یثرب به حُسن نیت محمد آن‌طور که انتظار داشت پاسخ نگفتند و (به نقل از تاریخ طبری) حتی وقتی که فهمیدند محمد عرب است و یهودی نیست اصولاً گفته‌هایش را باور نکردند. در ماه‌های اولیه مهاجرت، یک معاهده همکاری میان محمد و سه قبیله یهود منعقد شد که در آیه ۸۴ سوره بقره به آن اشاره شده است. به موجب این قرارداد، محمد در سال‌های پیش از جنگ بدر که خطر حمله قریش به مدینه بود از یهودیان طلب پول کرد اما ایشان تنها در ازای پرداخت سود از سوی محمد، حاضر به این کار شدند. از سوی دیگر خودداری یهودیان از شرکت بی‌قید و شرط در جنگ‌ها علیه مشرکان نیز باعث بدبینی محمد نسبت به یهودیان شد. پس از این دوره کم‌کم لحن آیات قرآن در خصوص یهودیان تغییر می‌کند.

### دوره دوم، عتاب خیرخواهانه
در این دوره محمد با وجود برخی ناکامی‌ها و دلسردی‌ها، مایل نیست رشته روابط با یهودیان را به‌کلّی بُگسلد. در این‌جا قرآن از یهودیان انتقاد می‌کند کما این‌که لحن آن حالت موعظه‌آمیزی در خود دارد: «[ای بنی اسراییل] و به آنچه نازل کرده‌ام و کتاب شما را تصدیق می‌کند ایمان بیاورید، و از نخستین کسانی که انکارش می‌کنند مباشید و آیات مرا به بهای اندک مفروشید و از من بیمناک باشید.» «به تحقیق موسی را کتاب دادیم و از پی او پیامبران فرستادیم و به عیسی بن مریم دلیلهای روشن عنایت کردیم و او را به روح القدس تأیید نمودیم و هر گاه پیامبری آمد و چیزهایی آورد که پسند نفس شما نبود سرکشی کردید، و گروهی را دروغگو خواندید و گروهی را کشتید.» «از بنی اسرائیل آنان که کافر شدند به زبان داود و عیسی بن مریم لعنت شدند، و این لعنت پاداش عصیان و تجاوزشان بود. از کار زشتی که می‌کردند بازنمی‌ایستادند و هر آینه بدکاری می‌کردند.» اما به تدریج برخورد یهودیان «محمد را واقعاً به خشم آورد» خصوصاً هنگامی که هیچ‌یک از آن‌ها داوطلب شرکت در جنگ بدر نشدند. همراه با تیرگی روابط محمد با یهودیان ماهیت آیات نیز تغییر کرد و حالتی یهودی‌ستیزانه به خود گرفت.

### دوره سوم، دشمنی علنی
آیاتی که در این دوره بیان شده است از جدایی قاطع یهودیان و مسلمانان حکایت می‌کند تا بدانجا که در سوره بقره آیه ۶۵ از تبدیل‌شدن گروهی از یهودیان به بوزینه نقل می‌شود. یکی از نشانه‌های این جدایی تغییر قبله از بیت‌المقدس به مکه بود که یهودیان از آن به استهزا سخن می‌گفتند: «از مردم، آنان که کم خردند، خواهند گفت: چه چیز آن‌ها را از قبله‌ای که رو به روی آن می‌ایستادند برگردانید؟ بگو مشرق و مغرب از آن خداست و خدا هر کس را که بخواهد به راه راست هدایت می‌کند.» در سوره‌های بعد نیز آیات چندی به نکوهش یهودیان می‌پردازد: «و (به خاطر بیاورید) هنگامی را که خدا، از کسانی که کتاب (آسمانی) به آن‌ها داده شده، پیمان گرفت که حتماً آن را برای مردم آشکار سازید و کتمان نکنید؛ ولی آن‌ها، آن را پشت سر افکندند؛ و به بهای کمی فروختند؛ و چه بد متاعی می‌خرند.» «(ولی) بخاطر پیمان‌شکنی آن‌ها، و انکار آیات خدا، و کشتن پیامبران به ناحق، و بخاطر این‌که (از روی استهزا) می‌گفتند: «بر دلهای ما، پرده افکنده (شده و سخنان پیامبر را درک نمی‌کنیم» رانده درگاه خدا شدند. آری، خداوند به‌علت کفرشان، بر دل‌های آن‌ها مهر زده؛ که جز عده کمی از آن‌ها ایمان نمی‌آورند.» «ولی بخاطر پیمان‌شکنی، آن‌ها را از رحمت خویش دور ساختیم؛ و دلهای آنان را سخت و سنگین نمودیم؛ سخنان (خدا) را (از موردش) تحریف می‌کنند؛ و بخشی از آنچه را به آن‌ها گوشزد شده بود، فراموش کردند؛ و هر زمان، از خیانتی (تازه) از آن‌ها آگاه می‌شوی، مگر عده کمی از آنان؛ ولی از آن‌ها درگذر و صرف‌نظر کن، که خداوند نیکوکاران را دوست می‌دارد.» «یهود گفتند که دست خدا بسته است. دستهای خودشان بسته باد! و بدین سخن که گفتند ملعون گشتند. دستهای خدا گشاده است به هر سان که بخواهد روزی می‌دهد و آنچه بر تو از جانب پروردگارت نازل شده است، به طغیان و کفر بیشترشان خواهد افزود ما تا روز قیامت میانشان دشمنی و کینه افکنده‌ایم هر گاه که آتش جنگ را افروختند خدا خاموشش ساخت و آنان در روی زمین به فساد می‌کوشند، و خدا مفسدان را دوست ندارد.» «مَثل کسانی که تورات بر آن‌ها تحمیل گشته و بدان عمل نمی‌کنند مثل آن خر است که کتابهایی را حمل می‌کند. بد داستانی است داستان مردمی که آیات خدا را دروغ می‌شمرده‌اند و خدا ستمکاران را هدایت نمی‌کند.»

## نقد علمی قرآن
در مقابل، منتقدان به بخش دیگری از آیات قرآن برای ردّ مطابقت قرآن با علم اشاره می‌کنند. از این جمله می‌توان به آیات مربوط به تبدیل کفار و یهودیان به خوک و بوزینه اشاره کرد.
- محل بار آمدنِ منی در بدن مرد (بین صلب و ترائب) (سوره طارق (آیه‌های ۵ تا ۷) یکی دیگر از مواردِ به اصلاح غیرعلمی است که دستمایه انتقاد برخی قرار گرفته است. با این توضیح که این آیه‌ها محل بارآمدن منی مرد را قفسه سینه مرد می‌داند.[۹۷]
- همچنین به ماجرای کشتی نوح ایراد گرفته شده که نوح چطور توانسته از هر حیوانی یک جفت سوار کشتی کند؛ و این در حالی است که مارگولیز و شوارتس تخمین زده‌اند که در دنیا ۵۰۰۰ نوع خزنده، ۹۰۰۰ نوع پرنده، ۴۵۰۰ نوع پستاندار وجود دارد![۹۸] برخی از نویسندگان مسلمان در پاسخ، جهانی بودن طوفان نوح را رد کرده، عنوان کرده‌اند؛ بررسی الواح کهن از جمله سومری، بابلی و یهودی، عدمِ جهانی بودن طوفان نوح را نشان می‌دهد.[۹۹] این در حالی است که به نوشته دانشمندان غربی، وقوع طوفانی در مقیاس جهانی با درک امروز بشر از علومی مانند زمین‌شناسی و دیرینه‌شناسی در تضاد است.[۱۰۰][۱۰۱] با این وجود، داستان طوفان بزرگی که برای نابودی نسل بشر فرستاده می‌شود، به حدی در اساطیر مردمان مختلف در سراسر جهان رایج است که به نظر می‌رسد یک ویژگی عمومی در تصورات انسانی باشد. عناصر بین‌النهرینی در روایت کتاب مقدس آشکار است[۱۰۲] و بیشتر محققان پذیرفته‌اند که افسانه طوفان ابتدا در آن سرزمین شکل گرفته است. با توجه به وابستگی زندگی مردم بین‌النهرین به دو رودخانه بزرگ دجله و فرات، سیل و طوفان و خسارات پس از آن امری رایج در منطقه بوده است و رایج شدن چنین داستانی نزد مردم دور از انتظار نیست. قدیمی‌ترین نسخه داستان باید ریشه در گذشته‌های بسیار دور و قبل از اختراع خط داشته باشد. توصیفات جهانِ پیش از طوفان در نسخه بابلی یادآور نیزارهای جنوب عراق است که در آن، خانه‌ها و قایق‌ها از نی ساخته می‌شدند.[۱۰۳] به گفته اروین فینکل، شباهت روایت سفر پیدایش و لوح ۱۱ از حماسه گیلگمش به اندازه‌ای زیاد است که مستقل دانستن دو روایت از یکدیگر غیرممکن است. نظر معمول این است که متن عبری از یک نسخه خط میخی بابلی گرفته شده است. احتمالاً نیاز یهودیان به یک تاریخ مکتوب سبب شده آن‌ها بخش‌هایی از برخی داستان‌های بابلی دربارهٔ زمان‌های اولیه را وام بگیرند، زیرا داستان‌های سنتی خودشان ناکافی بوده است.[۱۰۴] وجود یک واسطه میان متن بابلی و روایت کتاب مقدس منتفی نیست. مردم هوری، از ساکنان بین‌النهرین شمالی، آناتولی و سوریه، می‌توانند واسطه مورد نظر باشند. نسخه هوری داستان طوفان تنها به صورت پراکنده موجود است اما در همین متون پراکنده، نامی به صورت Na-aḥ-ma-su-le-el وجود دارد که نوح ممکن است مخفف آن باشد، گر چه رابطه میان این دو نام قطعی نیست.[۱۰۵]
- ماهیّت شهاب سنگ: قرآن شهاب سنگ‌ها را تیرهایی می‌داند که به شیاطینی تیراندازی می‌شوند که قصد استراق سمع از عالم بالا را دارند.[۱۰۶][۱۰۷]
- زمین‌مرکزی: قرآن در آیات متعددی به حرکت خورشید و ماه در یک مدار، کره یا احتمالاً نیمکره (عربی: فلک) اشاره می‌کند،[۱۰۸] اما هیچ صحبتی درمورد حرکت زمین نکرده است. همچنین در قرآن، گردش خورشید تقریباً همیشه در محدوده شب و روز و همواره همراه با ماه ذکر شده است.[۱۰۹]در آن زمان، تصور عمومی بر این بود که زمین، ثابت و مرکز جهان است و بنا به نظریه زمین‌مرکزی بطلیموس، همه اجرام آسمانی (خورشید، ماه و ۵ سیاره دیگر) در کره‌های آسمانی اطراف زمین در حرکت هستند.[۱۰۸] آیه‌ای در قرآن، درست پس از بیان تغییر روز به شب، بیان می‌کند که خورشید به سوی استراحتگاه خود می‌رود (لِمُسْتَقَرٍّ لَّهَا).[۱۱۰] همچنین احادیث صحیحی وجود دارد که چرخه روزانه خورشید را با استفاده از همان کلمه عربی به معنی استراحتگاه ذکر می‌کنند که در زیر عرش خداوند است و مکانی است که هر شب خورشید در آن سجده می‌کند و خداوند از او می‌خواهند که برود و طلوع کند.[۱۱۱]
- محل غروب خورشید: قرآن در آیاتی روایتی از داستانی رایج از قرن هفتم دربارهٔ مردی به نام ذوالقرنین ارائه می‌دهد که از مکان‌های غروب و طلوع خورشید در چشمهٔ گل‌آلود[۱۱۲] بازدید می‌کند[۱۱۳]
- مدت زمان خلقت آسمان و زمین: قرآن مطلبی ارائه می‌کند که زمین و آسمان در شش روز شکل گرفته‌اند. این در تضاد شدید با یافته‌های کیهان‌شناسی مدرن است که نشان می‌دهد زمین حدود ۹ میلیارد سال پس از آغاز جهان شکل گرفته است.[۱۱۴]
- خلقت زمین پیش از ستارگان: قرآن بیان می‌کند که ستارگان در نزدیک‌ترین آسمان‌های هفت‌گانه قرار داده شده‌اند. اما طبق آیه قبل، پیش از وجود هفت آسمان و در حالی که بهشت فقط دود بود، زمین وجود داشت. همچنین تأکید می‌کند تنها زمانی هفت آسمان ساخته شده است که طبق قرآن، پیش از آن همه چیز روی زمین آفریده شده است.[۱۱۵][۱۱۶] تاریخ‌سنجی رادیومتری مدرن شهاب‌سنگ‌ها و سنگ‌های زمین و ماه نشان می‌دهد که این اجرام همزمان با خورشید و سیارات دیگر آن در ۴٫۵ میلیارد سال پیش شکل گرفته‌اند.[۱۱۷] از سوی دیگر، قرآن آفرینش زمین را کاملاً قبل از ستارگان توصیف می‌کند.
- هفت زمین: قرآن در آیاتی به صراحت می‌گوید که هفت زمین وجود دارد[۱۱۸] این عدد، ممکن است ناشی از سوء تفاهم یا تفسیر بومی اساطیر از دوران باستان باشد که طبق آن هفت سیاره متحرک (عطارد، زهره، مریخ، مشتری، زحل، خورشید و ماه) وجود داشت. با این حال، عدد هفت با یافته‌های ستاره‌شناسان مدرن مطابقت ندارد، زیرا مشخص شده است که هشت سیاره معمولی و پنج سیاره کوتوله وجود دارد که در مجموع سیزده سیاره در منظومه شمسی ما را تشکیل می‌دهند. نجوم مدرن همچنین هزاران سیاره را در دیگر منظومه‌های شمسی پیدا کرده است و کیهان‌شناسان تخمین می‌زنند که صدها میلیارد ستاره و سیاره به‌طور کلی در کیهان وجود دارد.
- اندازه خورشید و ماه: قرآن در بخشی از وقایع روز قیامت، اشاره می‌کند که اندازه و فاصله خورشید و ماه با یکدیگر مشابه است.[۱۱۹] در حالی که چنین دیدگاهی برای فردیست که با چشم غیر مسلح خود و به‌طور شهودی آن را درک می‌کند. علم مدرن نشان داده است که حدود ۶۴٫۳ میلیون ماه می‌تواند در خورشید قرار بگیرد.
- دو نیم شدن ماه: قرآن و احادیث بیان می‌کنند که ماه به‌طور معجزه آسایی به دو نیمه تقسیم شد و دوباره کنار هم قرار گرفت.[۱۲۰][۱۲۱] با این حال، هیچ مدرک علمی وجود ندارد که نشان دهد ماه تا به حال به دو قسمت تقسیم شده باشد.[۱۲۲] منتقدان خاطر نشان کرده‌اند که از آن‌جایی که ماه در هر لحظه برای نیمی از ساکنان زمین قابل‌مشاهده است، باید داستان‌های متعددی از نقاط مختلف جهان وجود داشته باشد در صورت رخ دادن این واقعه آن را تأیید کنند. رومی‌ها، یونانی‌ها، مصری‌ها، ایرانی‌ها، چینی‌ها و هندی‌ها ستاره‌شناسان علاقه‌مندی داشتند که به گفته منتقدان، باید این رویداد را می‌دیدند و در تاریخ خود ثبت می‌کردند؛ بنابراین فقدان کامل چنین سابقه تاریخی از تمدن‌های دیگر هم عصر محمد به عنوان نشانه ای قوی ارائه می‌شود که واقعه توصیف شده در قرآن، هرگز اتفاق نیفتاده است.[۱۲۳]
- ماهیت آسمان و ستارگان: در آیاتی از قرآن از آسمان(ها) به‌عنوان یک سقف،[۱۲۴][۱۲۵] طبقات[۱۲۶][۱۲۷] و چیزی که می‌تواند سقوط کند[۱۲۸][۱۲۹][۱۳۰] نام برده شده و به قابلیت پیچیده و جمع شدن آسمان[۱۳۱][۱۳۲] و سقوط ستارگان[۱۳۳] هم اشاره شده است. وجود ستون نامرئی برای آسمان هم از دیگر موارد مطرح شده توسط منتقدان است.
- آدم و حوا: قرآن حاوی داستان‌هایی دربارهٔ «انسان‌های نخستین» است که در میان این موارد، چگونگی انتساب همه انسان‌ها از آدم و حوا، دو جد اولیه مدعی شده انسان‌ها، به تفصیل شرح داده می‌شود. گفته شده که این انسان‌ها در باغی آفریده شدند (کلمه بهشت در عربی جنه است که در لغت به معنای باغ است) و سپس به‌طور کامل به زمین آورده شدند. این دیدگاه در مورد منشأ زندگی انسان مستقیماً با شواهد بسیار زیاد DNA و فسیل‌های متعدد گونه‌های پیش از هومو ساپینس که میلیون‌ها سال قبل از تکامل انسان‌های مدرن روی زمین زندگی می‌کردند، به چالش کشیده می‌شود.
- خلقت انسان از لخته‌خون: قرآن انسانها را در مرحله‌ای از خلفت به‌صورت لخته‌خون توصیف می‌کند[۱۳۴][۱۳۵] در مقابل، علم مدرن نشان داده است که هیچ مرحله ای در رشد جنینی وجود ندارد که ماده مربوط لخته خون باشد.
- جفت آفریده شدن همه موجودات: قرآن بیان می‌کند که همه موجودات به‌صورت جفت مؤنث و مذکر آفریده شده‌اند.[۱۳۶][۱۳۷] با این حال، علم مدرن این موضوع را رد می‌کند. به عنوان مثال، مارمولک دم شلاقی در جنوب غربی ایالات متحده، مکزیک، و آمریکای جنوبی، یک گونه تماماً ماده است که از طریق پارتنوژنز تولید مثل می‌کند. ویروس‌ها با استفاده از DNA میزبان تکثیر می‌شوند و نه ماده هستند و نه نر. باکتری‌ها با تقسیم سلولی تکثیر می‌شوند. قارچ می‌تواند به صورت غیرجنسی یا جنسی با هزاران جنسیت تکثیر شود. بسیاری از گونه‌های گیاهان نیز به صورت غیرجنسی یا از طریق گرده افشانی تولید مثل می‌کنند. نرماده‌های همه گونه‌های جانوری نیز نمی‌توانند در این طبقه قرار بگیرند.
- کارکرد قلب در بدن: قرآن قلب را محل تدبر، اندیشه و حتی تصمیم‌گیری در خارج از مغز توصیف می‌کند.[۱۳۸][۱۳۹]
- بی‌توجهی به تخمک زن: قرآن در تمام بحث تولید مثل انسان به نقش تخمک اشاره ای نمی‌کند بلکه به این نکته اشاره می‌کند که تولید مثل صرفاً به دلیل ذخیره اسپرم مرد در رحم زن است.[۱۴۰] تخمک زن بسیار زیر است، اگرچه با چشم انسان قابل‌مشاهده است، امّا در قرن هفتم هنوز نقش آن درک نشده بود.
- در قرآن آمده است که جنین از منی به لخته ای تبدیل می‌شود و سپس جنسیت نر یا ماده آن تعیین می‌شود.[۱۴۱] از سوی دیگر ژنتیک مدرن نشان داده است که جنس یک انسان در لحظه لقاح مشخص می‌شود.[۱۴۲]
- تشکیل استخوان پیش از گوشت: در قرآن آمده است که ابتدا استخوان‌های یک جنین انسان تشکیل می‌شوند و سپس با گوشت پوشانده می‌شوند.[۱۴۳] امّا در مقابل، علم کنونی نشان داده است که عضلات و مدل‌های غضروف به‌طور همزمان و به موازات یکدیگر شروع به شکل‌گیری می‌کنند. ماهیچه‌ها قبل از اینکه مدل‌های غضروف شروع به جایگزینی با استخوان‌ها کنند شروع به شکل‌گیری کرده‌اند.
- زمین مسطح: در متن قرآن نشانه‌هایی توسط منتقدان مطرح شده که نشان می‌دهد نویسنده به زمین مسطحی شکل باور داشته است: ۱- قرآن به مسلمانان دستور می‌دهد که هنگام نماز مقابل جهت کعبه قرار بگیرند.[۱۴۴] با توجه به کروی بودن زمین، محققان روش دایره بزرگ را برای اجرای این دستور پیشنهاد دادند. با این حال، مشکلاتی به‌وجود می‌آید. به‌عنوان مثال، فردی که رو به مکه دارد لزوماً پشت به طرف آن هم دارد (بی‌حرمتی که در اسلام کاملاً منع شده است)، و همچنین کسی که دقیقاً در نقطه تقابل مکه در جهان می‌تواند به هر جهت نماز بخواند. همین‌طور، فضانوردان در مدار زمین یا خارج از آن اساساً قادر به پیروی از این دستورها نیستند. ۲- قرآن به مسلمانان دستور می‌دهد که در ماه رمضان از طلوع آفتاب تا غروب آفتاب از خوردن و آشامیدن پرهیز کنند.[۱۴۵] در مناطق قطبی، شش ماه روز و شش ماه شب به‌طور پیوسته در تابستان و زمستان وجود دارد. چنین روزه‌داری برای کسی که در نواحی قطبی زندگی می‌کند، عملی نیست، و برای افرادی که در مکان‌هایی که در حدود ۴۰ درجه عرض جغرافیایی قطب‌ها قرار دارنند، بسیار آسان یا بسیار سخت است. مشابه این مسئله برای نمازهای پنجگانه نیز مطرح است.[۱۴۶] ۳- قرآن در آیاتی از زمین به‌عنوان مسطح شده (عربی: سُطِحَتْ)،[۱۴۷] مانند فرش،[۱۴۸] بستر یا تخت،[۱۴۹] بسط داده شده[۱۵۰][۱۵۱]و دشت هموار[۱۵۲] نام برده است.
- غذای زنبور: زنبورها از شهد و گرده تغذیه می‌کنند. با این حال، قرآن نقل می‌کند که زنبورها میوه مصرف می‌کنند.[۱۵۳]
- رده‌بندی موجودات: قرآن بیان می‌کند که موجودات بیابان یا با استفاده از شکم (مار) یا دو پا (انسان) یا چهار پا (گاو، بز و …) حرکت می‌کنند.[۱۵۴] با این حال، از گنجاندن حشراتی مانند هزارپا که هزار پا دارند خودداری می‌کند.
- نواقص مادرزادی و ژنتیکی: مؤلف قرآن بیان می‌کند که هیچ عیب و نقصی در هیچ چیزی نیست؛ امّا از ذکر عیوب و نقص‌های متعدد مادرزادی در همه گونه‌های موجودات امتناع می‌کند.[۱۵۵]
- شب مانند یک پوشش: این موضوع در قرآن اشاره شده است.[۱۵۶] در صورتی که شب فقط عدم وجود نور در فضا است که از زمین به دلیل چرخش خود دیده می‌شود.
- تشکیل کوه‌ها و تأثیر آن‌ها بر ثبات زمین[۱۵۷][۱۵۸]
- پاکیزه بودن آب باران
- فشرده شدن سینه با ارتفاع از زمین[۱۵۹]
- عدم منع برای خوردن برخی موجودات دریایی سمّی و کشنده
- قدرت تکلم پیچیده مورچه‌ها[۱۶۰]
- وجود هفت خوشه و ۱۰۰ دانه برای ذرت
- وجود چهار نوع گاو[۱۶۱][۱۶۲]
- اجتماعی بودن همه حیوانات[۱۶۳]
- تشکیل جهان از دود[۱۶۴]
- مانع دائمی بین آب شور و شیرین
- شکل‌گیری انسان از لخته خون[۱۶۵][۱۶۶]
- منشأ تشکیل تگرگ
- خلقت انسان از گل و خاک رس[۱۶۷]

## مسائل اخلاقی و خشونت

### جنگ و صلح
به عقیده منتقدان، در زمان محمد، درجه خشونتِ آیاتی که محمد بیان می‌کرد با گسترش اسلام افزایش می‌یافت. اولین آیاتی که مسلمانان را به خشونتی نسبی دعوت می‌کرد هنگامی بود که در زمان دومین پیمان عقبه بیان شد. در این آیات (سوره حج، آیات ۴۱–۳۹) برای اولین بار حق حمل سلاح و دفاع به مسلمانان داده شد. اما حکم بعدی با قاطعیت بیشتری ابلاغ شد. در سال دوم هجری حکم دوم در مدینه در حالی صادر شد که به مسلمانان هشدار داده شده بود که اندازه را نگه دارند و در اقدام به جنگ پیشی نجویند: «با کسانی که با شما جنگ می‌کنند، در راه خدا بجنگید و تعدی مکنید زیرا خدا تعدی کنندگان را دوست ندارد.» به عقیده منتقدان به تدریج که برتری مسلمانان بر دیگران آشکارتر شد، آن لحن نسبتاً ملایم آیه‌های قبلی جای خود را به احکام سخت‌تر و خشمگین‌تر داد و دیری نپایید که به حالت کاملاً خشن و آشتی‌ناپذیر درآمد؛ و آیه زیر را به عنوان یک نمونه آیه آشتی ناپذیر ذکر می‌شود: «دوست دارند همچنان که خود به راه کفر می‌روند شما نیز کافر شوید، تا برابر گردید پس با هیچ‌یک از آنان دوستی مکنید تا آنگاه که در راه خدا مهاجرت کنند و اگر سر باز زدند در هر جا که آن‌ها را بیابید بگیرید و بکشید و هیچ‌یک از آن‌ها را به دوستی و یاری برمگزینید.» آیه بعد دو استثنا برای این حکم قائل می‌شود. «مگر آن افراد و اقوامی که با قومی پیمان دارند، که بین شما و آن قوم پیمان صلح برقرار باشد یا با شما سر جنگ نداشته باشند و توان جنگ با قوم خود را نیز ندارند و اگر خدا می‌خواست بر شما تسلّطشان می‌داد و با شما پیکار می‌کردند، اگر اینان از شما کناره گرفتند، نه با شما شدند و نه با دشمن شما، و اطاعت و تسلیم عرضه کردند، خدا برای شما علیه آن‌ها تسلّطی نگذاشته است»
پس از فتح مکه در سال هشتم هجری، آیاتی نازل شد که به ظاهر، بر جنگ با همه مشرکان، در هر مکان و زمان، دلالت دارد. به نظر برخی از مفسران و فقها، این آیات، به ویژه آیه ۵ سوره توبه، مشهور به آیه «سیف» آیات دیگری را که به گونه‌ای دالّ بر مدارا کردن با مشرکان هستند، نسخ کرده است. شماری از مستشرقان نیز در موافقت با حکم نسخ، گفته‌اند که تنها آیاتی که به ظاهر مسلمانان را به جهاد با مشرکان، از جمله اهل کتاب، در هر زمان و مکان، دعوت می‌کنند، به قوّت خود باقی‌اند و بقیه آیات، که وجوب جهاد را منوط به وجود شرایط خاصی مانند فتنه‌انگیزی دشمنان کرده‌اند، منسوخ شده‌اند. در مقابل، مخالفانِ نسخ، عقیده دارند که با توجه به قواعدِ نسخِ آیات قرآن و تاریخ و شأن نزول آیات مورد نظر، امکان نسخِ آن‌ها وجود ندارد.
قرآن در آیه ۵ سوره توبه (آیه سیف) خاطر نشان می‌کند: «وقتی ماه‌های حرام پایان گرفت، مشرکان را هر جا یافتید به قتل برسانید؛ و آن‌ها را اسیر سازید، و محاصره کنید، و در هر کمین گاه بر سر راه آن‌ها بنشینید! هرگاه توبه کنند و نماز را برپا دارند، و زکات را بپردازند، آن‌ها را رها سازید؛ زیرا خداوند آمرزنده و مهربان است.» مسلمانان این آیه را مخصوص مشرکان پیمان‌شکنی می‌دانند که پیمان صلح با مسلمانان را نقض کرده و به مؤمنان شبیخون زده و آنان را مظلومانه کشته‌اند. خداوند به پیامبرش اعلام می‌کند به این مشرکان اعلام بی زاری کن و به آنان چهار ماه مهلت بده تا ایمان بیاورند و بعد از چهارماه دیگر هیچ امنیتی ندارند و شما حق دارید هر جا این مشرکان محارب متجاوز پیمان‌شکن را یافتید، بکشید. قرآن در ادامه سوره توبه ملاک حلال بودن خون مشرکان را بیان می‌کند:
چگونه خون آنان حلال نباشد حال آن‌که آنان دربارهٔ مؤمنان هیچ حق خویشاوندی و پیمانی را رعایت نمی‌کنند و اگر بعد از عهد، پیمان شکستند و دین شما را به طعنه و تمسخر گرفتند، پس آن پیشوایان کفر را بکشید؛ زیرا آنان را پیمان و عهد نیست. شاید دست از پیمان‌شکنی بردارند. چرا با قومی که پیمان شکستند و تصمیم بر اخراج پیامبر از وطنش گرفتند و ابتدای بر دشمنی و جنگ با شما کردند، نمی‌جنگید؟
این آیه به صراحت اعلام می‌کند که این مشرکان هستند که وضعیت جنگ یا صلح را معین می‌کنند. در آیات زیر این امر صریح تر بیان می‌شود.
«اگر به صلح متمایل شدند، تو هم با توکل بر خدا تمایل نشان بده و پیشنهاد صلح را بپذیر.» «گروهی دیگر هستند که می‌خواهند شما و قومشان در امنیت باشید. البته این قوم یک نفاق درونی دارند و هرگاه راه شرک و فتنه و ستم بر مؤمنان باز شود، بدان رو می‌کنند (بر عکس گروه قبل که واقعاً دنبال صلح بودند). با این گروه اگر از جنگ با شما کناره نگرفتند و به شما صلح را پیشنهاد ندادند و دست از کشتار شما برنداشتند، بجنگید و هر جا یافتیدشان، بکشیدشان که ما برای شما علیه اینان تسلط کامل قرار داده‌ایم.»
محققان مدافع اسلام اعتقاد دارند که آیات دعوت به جنگ خارج از زمینه ترجمه شده‌اند و اگر آیه‌ها را در متن ترجمه شوند، مشاهده می‌شود که قرآن با خشونت مخالف است و جنگ را تنها در حالت دفاع از خود مجاز می‌داند.

### تهدید به مجازات در جهنم
به عقیده منتقدان در ذهن یک مسلمان هیچ خدایی نیست مگر خدای محمدی که فرستاده اوست. تمام اصول زیستن نیز بر پایه درست بودن این ادعا است و مشرکان تهدید به مجازات شده‌اند.
«و[لی] کسانی که کافر شوند، و آیات خدا را تکذیب کنند آنانند که اهل آتشند و در آن ماندگار خواهند بود»، «بگو: چه می‌بینید، اگر عذاب خدا به ناگاه یا آشکارا بر شما فرود آید، آیا جز ستمکاران هلاک می‌شوند؟ ما پیامبران را جز برای مژده دادن یا بیم کردن نفرستاده‌ایم پس هر کس، که ایمان آورد و کار شایسته کند، بیمناک و محزون نمی‌شود؛ و به کسانی که آیات ما را تکذیب کرده‌اند، به کیفر نافرمانیشان، عذاب خواهد رسید.»
روح خشونت‌ورزی در جای‌جای قرآن به چشم می‌خورد. به‌طور مثال قرآن در مورد نحوه مجازات ناباوران در جهنم می‌گوید: «آنان را که به آیات ما کافر شدند به آتش خواهیم افکند هر گاه پوست تنشان کامل برشته شود، پوستشان را از نو دهیم، تا عذاب خدا را بچشند. خدا پیروزمند و حکیم است.»

### مجازات‌های تاریخی در گذشته
قرآن چندین نمونه از داستان‌های متون قدیمی‌تر مذهبی همچون داستان ابراهیم را تکرار می‌کند. اغلب داستان‌های این‌چنینی بر مجازات‌های الله تأکید می‌کنند یا در مورد خشونت او سخن می‌گویند و در نهایت مردم را به ترسیدن از الله وامی‌دارند. «فرعون در میان مردمش ندا داد که: ای قوم من، آیا پادشاهی مصر و این، جویباران که از زیر پای من جاری هستند از آن من نیستند؟ آیا نمی‌بینید؟ آیا من بهترم یا این مرد خوار ذلیل که درست سخن گفتن نتواند؟ چرا دستهایش را به دستبندهای طلا نیاراسته‌اند؟ و چرا گروهی از فرشتگان همراهش نیامده‌اند؟ پس قوم خود را گمراه ساخت تا از او اطاعت کردند، که مردمی تبهکار بودند. چون ما را به خشم آوردند، از آن‌ها انتقام گرفتیم و همگان را غرقه ساختیم. آنان را در شمار گذشتگان و داستان برای آیندگان کردیم.» شکست خوردن جالوت از داوود در قرآن به الله نسبت داده شده و به طرز مذهبی‌مآبانه‌ای نقل می‌شود: «چون با جالوت و سپاهش رو به رو شدند، گفتند: ای پروردگار ما، بر ما شکیبایی ببار و ما را ثابت قدم گردان و بر کافران پیروز ساز. پس به خواست خدا ایشان را بشکستند و داود جالوت را بکشت و خدا به، او پادشاهی و حکمت داد، و آنچه می‌خواست به او بیاموخت و اگر خدا بعضی از مردم را به وسیله بعضی دیگر دفع نمی‌کرد، زمین تباه می‌شد، ولی خدا بر جهانیان فضل و کرم خویش را ارزانی می‌دارد.»

### کشتن نوجوانی به احتمال کفر در آینده
در داستان موسی و خضر، خضر جوانی را می‌کشد:
[موسی و خضر] رفتند تا به پسری رسیدند. [خضر] او را کشت. موسی گفت: آیا جان پاکی را بی‌آنکه مرتکب قتلی شده باشد می‌کشی؟ مرتکب کاری زشت گردیدی…[خضر گفت] اما آن پسر، پدر و مادرش مؤمن بودند، ترسیدیم که آن دو را به عصیان و کفر دراندازد. خواستم تا به جای او پروردگارش چیزی نصیب‌شان سازد به پاکی بهتر از او و به مهربانی نزدیک تر از او.
منتقدان درباب این آیه معتقدند که مجموعه قوانین کیفری دنیای مدرن، مجازات کودکان نابالغ را نمی‌پذیرند. همچنین هیچ فردی را نمی‌توان به احتمال آن‌که ممکن است در آینده مرتکب جرم شود، مجازات کرد. مجازات به جرم ارتکابی تعلق می‌گیرد، نه جرم ناکرده.

### کشتن تمام افراد قوم پس از کشتن یک شتر
اکبر گنجی با اشاره به آیاتی از سوره‌های قرآنی قمر و شمس دربارهٔ نابودی تمام قوم ثمود به دلیل آن‌که یکی از آنان شتر صالح را می‌کشد، و همچنین خطبه ۲۰۱ نهج البلاغه دربارهٔ نابودی همه آنان به دلیل سکوت همراه با رضایت، معتقد است این مجازات به هیچ‌وجه با جرم ارتکابی تناسب ندارد و در ادامه می‌گوید حتی مدافعان حقوق حیوان‌ها، کسی را به دلیل کشتن یک شتر نمی‌کشند، چه رسد به نابودی کل مردمی که این فرد از آن‌ها بوده است:
ما آن ماده شتر را برای آزمایش‌شان می‌فرستیم. پس مراقب‌شان باش و صبر کن و به آن‌ها بگوی که آب میان‌شان تقسیم شده. نوبت هر که باشد او به سر آب می‌رود. یارشان را ندا داد و او شمشیر بر گرفت و آن را پی کرد. عذاب و بیم‌دادن‌های من چگونه بود؟ ما برای آن‌ها یک آواز سهمناک فرستادیم. پس همانند علف‌های خشک آغل گوسفند شدند.
حال آنکه پیامبر خدا به آنان [قوم ثمود] گفته بود این شتر خداوند است، او و بهره آبش را رعایت کنید، سپس او را دروغزن شمردند و آن [شتر] را پی کردند، آنگاه پروردگارشان آنان را به گناه‌شان، به یکسان نابود ساخت و از عاقبت کارش نترسید

### کیفرهای ضد انسانی قرآن

#### بریدن انگشتان دست
بر طبق آیه ۳۸ سوره مائده قرآن، دست دزد را باید برید.

#### بریدن یک دست و یک پا
بر پایه آیه ۳۳ سوره مائده قرآن، یک دست و یک پای محارب (قیام کنند بر ضد حکومت اسلامی) را باید قطع کرد.

## منتقدان قرآن
- مسعود انصاری نیز، یکی از روشنگران ایرانی است که در ده‌ها کتاب خود، به ویژه در کتاب «بازشناسی قرآن»،[۱۸۵] به نقد و بررسی قرآن پرداخته است.
- یکی از مفصل‌ترین نوشتارها در نقد قرآن، کتاب نقد قرآن سها است.[۱۸۶]
- عبدالکریم سروش، روشن‌فکر و نظریه‌پرداز ایرانی است[۱۸۷] که در نقد قرآن استدلال می‌کند که کتاب محمد با مدرنیته و دستاوردهای فلسفه و علوم تجربی مدرن در تعارض جدّی است، و محتوای آن برای انسان امروز قابل‌پذیرش نیست.[۱۸۸]

## پاسخ به انتقادات
به گفته گری ویلز، این مسئله که فرد باید تا حد ممکن از خشونت خودداری کند در قرآن هویداست. وی بیان می‌دارد که قرآن نماد یک دین صلح‌جویانه است. اما این مسئله متفاوت از آن است که اسلام (آن‌طور که توسط مسلمانان عمل شده) هم صلح‌جویانه باشد. به گفته او همین مسئله در مورد انجیل و مسیحیت هم برقرار است. به این ترتیب که انجیل نماد یک دین صلح‌جویانه است اما مسیحیان بعد از آن همه جنگ مذهبی دیگر صلح‌جو به حساب نمی‌آیند.

## آیه‌های یادشده
1. ↑  نوح: ۲۳: وَقَالُوا لَا تَذَرُنَّ آلِهَتَکُمْ وَلَا تَذَرُنَّ وَدًّا وَلَا سُوَاعًا وَلَا یَغُوثَ وَیَعُوقَ وَنَسْرًا: و گفتند زنهار خدایان خود را رها مکنید و نه ود را واگذارید و نه سواع و نه یغوث و نه یعوق و نه نسر را
2. ↑  شوری: ۱۱: فَاطِرُ السَّمَاوَاتِ وَالْأَرْضِ جَعَلَ لَکُمْ مِنْ أَنْفُسِکُمْ أَزْوَاجًا وَمِنَ الْأَنْعَامِ أَزْوَاجًا یَذْرَؤُکُمْ فِیهِ لَیْسَ کَمِثْلِهِ شَیْءٌ وَهُوَ السَّمِیعُ الْبَصِیرُ: پدیدآورنده آسمان‌ها و زمین است، از خودتان برای شما جفت‌هایی قرار داد و از دام‌ها [نیز] نر و ماده [قرار داد] بدین وسیله شما را بسیار می‌گرداند چیزی مانند او نیست و اوست شنوای بینا
3. ↑  انعام: ۱۰۳: لَا تُدْرِکُهُ الْأَبْصَارُ وَهُوَ یُدْرِکُ الْأَبْصَارَ وَهُوَ اللَّطِیفُ الْخَبِیرُ: چشم‌ها او را درنمی‌یابند و اوست که دیدگان را درمی‌یابد و او لطیف آگاه است
4. ↑  بقره: ۱۰۶: مَا نَنْسَخْ مِنْ آیَةٍ أَوْ نُنْسِهَا نَأْتِ بِخَیْرٍ مِنْهَا أَوْ مِثْلِهَا أَلَمْ تَعْلَمْ أَنَّ اللَّهَ عَلَی کُلِّ شَیْءٍ قَدِیرٌ: هر حکمی را نسخ کنیم یا آن را به [دست] فراموشی بسپاریم، بهتر از آن یا مانندش را می‌آوریم، مگر ندانستی که خدا بر هر کاری تواناست
5. ↑  نحل: ۱۰۱ و ۱۰۲: وَإِذَا بَدَّلْنَا آیَةً مَکَانَ آیَةٍ وَاللَّهُ أَعْلَمُ بِمَا یُنَزِّلُ قَالُوا إِنَّمَا أَنْتَ مُفْتَرٍ بَلْ أَکْثَرُهُمْ لَا یَعْلَمُونَ / قُلْ نَزَّلَهُ رُوحُ الْقُدُسِ مِنْ رَبِّکَ بِالْحَقِّ لِیُثَبِّتَ الَّذِینَ آمَنُوا وَهُدًی وَبُشْرَی لِلْمُسْلِمِینَ: و چون حکمی را به جای حکم دیگر بیاوریم، و خدا به آنچه به تدریج نازل می‌کند داناتر است، می‌گویند جز این نیست که تو دروغ‌بافی؛ [نه] بلکه بیشتر آنان نمی‌دانند / بگو آن را روح‌القدس از طرف پروردگارت به حق فرود آورده، تا کسانی را که ایمان آورده‌اند استوار گرداند، و برای مسلمانان هدایت و بشارتی است
6. ↑  توبه: ۵: فَإِذَا انْسَلَخَ الْأَشْهُرُ الْحُرُمُ فَاقْتُلُوا الْمُشْرِکِینَ حَیْثُ وَجَدْتُمُوهُمْ وَخُذُوهُمْ وَاحْصُرُوهُمْ وَاقْعُدُوا لَهُمْ کُلَّ مَرْصَدٍ فَإِنْ تَابُوا وَأَقَامُوا الصَّلَاةَ وَآتَوُا الزَّکَاةَ فَخَلُّوا سَبِیلَهُمْ إِنَّ اللَّهَ غَفُورٌ رَحِیمٌ: پس چون ماه‌های حرام سپری شد، مشرکان را هر کجا یافتید بکشید و آنان را دستگیر کنید و به محاصره درآورید، و در هر کمینگاهی به کمین آنان بنشینید؛ پس اگر توبه کردند و نماز برپا داشتند و زکات دادند، راه برایشان گشاده گردانید، زیرا خدا آمرزنده مهربان است
7. 1 2  بقره: ۱۰۹: وَدَّ کَثِیرٌ مِنْ أَهْلِ الْکِتَابِ لَوْ یَرُدُّونَکُمْ مِنْ بَعْدِ إِیمَانِکُمْ کُفَّارًا حَسَدًا مِنْ عِنْدِ أَنْفُسِهِمْ مِنْ بَعْدِ مَا تَبَیَّنَ لَهُمُ الْحَقُّ فَاعْفُوا وَاصْفَحُوا حَتَّی یَأْتِیَ اللَّهُ بِأَمْرِهِ إِنَّ اللَّهَ عَلَی کُلِّ شَیْءٍ قَدِیرٌ: بسیاری از اهل کتاب پس از این‌که حق برای‌شان آشکار شد، از روی حسدی که در وجودشان بود آرزو می‌کردند که شما را بعد از ایمان‌تان کافر گردانند؛ پس عفو کنید و درگذرید، تا خدا فرمان خویش را بیاورد که خدا بر هر کاری تواناست
8. 1 2  نساء: ۱۵: وَاللَّاتِی یَأْتِینَ الْفَاحِشَةَ مِنْ نِسَائِکُمْ فَاسْتَشْهِدُوا عَلَیْهِنَّ أَرْبَعَةً مِنْکُمْ فَإِنْ شَهِدُوا فَأَمْسِکُوهُنَّ فِی الْبُیُوتِ حَتَّی یَتَوَفَّاهُنَّ الْمَوْتُ أَوْ یَجْعَلَ اللَّهُ لَهُنَّ سَبِیلًا: و از زنان شما کسانی که مرتکب زنا می‌شوند، چهار تن از میان خود [مسلمانان] بر آنان گواه گیرید؛ پس اگر شهادت دادند آنان (=زنان) را در خانه‌ها نگاه دارید تا مرگ‌شان فرا رسد یا خدا راهی برای آنان قرار دهد
9. ↑  فاتحه (حمد): آیات ۵ و ۶: إِیَّاکَ نَعْبُدُ وَإِیَّاکَ نَسْتَعِینُ / اهْدِنَا الصِّرَاطَ الْمُسْتَقِیمَ: تنها تو را می‌پرستیم و تنها از تو یاری می‌جوییم / ما را به راه راست هدایت فرما
10. ↑  نساء: ۱۹: یَا أَیُّهَا الَّذِینَ آمَنُوا لَا یَحِلُّ لَکُمْ أَنْ تَرِثُوا النِّسَاءَ کَرْهًا وَلَا تَعْضُلُوهُنَّ لِتَذْهَبُوا بِبَعْضِ مَا آتَیْتُمُوهُنَّ إِلَّا أَنْ یَأْتِینَ بِفَاحِشَةٍ مُبَیِّنَةٍ وَعَاشِرُوهُنَّ بِالْمَعْرُوفِ فَإِنْ کَرِهْتُمُوهُنَّ فَعَسَی أَنْ تَکْرَهُوا شَیْئًا وَیَجْعَلَ اللَّهُ فِیهِ خَیْرًا کَثِیرًا: ای کسانی که ایمان آورده‌اید، برای شما حلال نیست که زنان را به اکراه ارث برید؛ و آنان را زیر فشار مگذارید تا بخشی از آنچه را به آنان داده‌اید [از چنگ‌شان به در] برید، مگر آن‌که مرتکب زشتکاری آشکاری شوند؛ و با آن‌ها به شایستگی رفتار کنید، و اگر از آنان خوش‌تان نیامد، پس چه بسا چیزی را خوش نمی‌دارید و خدا در آن مصلحت فراوان قرار می‌دهد
11. ↑  نساء: ۲۲: وَلَا تَنْکِحُوا مَا نَکَحَ آبَاؤُکُمْ مِنَ النِّسَاءِ إِلَّا مَا قَدْ سَلَفَ إِنَّهُ کَانَ فَاحِشَةً وَمَقْتًا وَسَاءَ سَبِیلًا: و با زنانی که پدران‌تان به ازدواج خود درآورده‌اند نکاح مکنید، مگر آنچه که پیشتر رخ داده است، چرا که آن زشتکاری و [مایه] دشمنی و بدراهی بوده است
12. ↑  انفال: ۴۱: وَاعْلَمُوا أَنَّمَا غَنِمْتُمْ مِنْ شَیْءٍ فَأَنَّ لِلَّهِ خُمُسَهُ وَلِلرَّسُولِ وَلِذِی الْقُرْبَی وَالْیَتَامَی وَالْمَسَاکِینِ وَابْنِ السَّبِیلِ إِنْ کُنْتُمْ آمَنْتُمْ بِاللَّهِ وَمَا أَنْزَلْنَا عَلَی عَبْدِنَا یَوْمَ الْفُرْقَانِ یَوْمَ الْتَقَی الْجَمْعَانِ وَاللَّهُ عَلَی کُلِّ شَیْءٍ قَدِیرٌ: و بدانید که هر چیزی را به غنیمت گرفتید، یک‌پنجم آن برای خدا و پیامبر و برای خویشاوندان [او] و یتیمان و بینوایان و درراه‌ماندگان است، اگر به خدا و آنچه بر بنده خود در روز جدایی [حق از باطل]، روزی که آن دو گروه با هم روبه‌رو شدند، نازل کردیم، ایمان آورده‌اید؛ و خدا بر هر چیزی تواناست
13. ↑  توبه: ۱۹: أَجَعَلْتُمْ سِقَایَةَ الْحَاجِّ وَعِمَارَةَ الْمَسْجِدِ الْحَرَامِ کَمَنْ آمَنَ بِاللَّهِ وَالْیَوْمِ الْآخِرِ وَجَاهَدَ فِی سَبِیلِ اللَّهِ لَا یَسْتَوُونَ عِنْدَ اللَّهِ وَاللَّهُ لَا یَهْدِی الْقَوْمَ الظَّالِمِینَ: آیا سیراب ساختن حاجیان و آباد کردن مسجدالحرام را همانند [کار] کسی پنداشته‌اید که به خدا و روز بازپسین ایمان آورده و در راه خدا جهاد می‌کند؛ [نه، این دو] نزد خدا یکسان نیستند و خدا بیدادگران را هدایت نخواهد کرد
14. ↑  بقره: ۲۲۶–۲۲۷: لِلَّذِینَ یُؤْلُونَ مِنْ نِسَائِهِمْ تَرَبُّصُ أَرْبَعَةِ أَشْهُرٍ فَإِنْ فَاءُوا فَإِنَّ اللَّهَ غَفُورٌ رَحِیمٌ / وَإِنْ عَزَمُوا الطَّلَاقَ فَإِنَّ اللَّهَ سَمِیعٌ عَلِیمٌ: برای کسانی که به ترک هم‌خوابگی با زنان خود سوگند می‌خورند (=ایلاء) چهار ماه انتظار [و مهلت] است، پس اگر [به آشتی] بازآمدند خداوند آمرزنده مهربان است / و اگر آهنگ طلاق کردند در حقیقت خدا شنوای داناست
15. ↑  احزاب: ۳۶ و ۳۷: وَمَا کَانَ لِمُؤْمِنٍ وَلَا مُؤْمِنَةٍ إِذَا قَضَی اللَّهُ وَرَسُولُهُ أَمْرًا أَنْ یَکُونَ لَهُمُ الْخِیَرَةُ مِنْ أَمْرِهِمْ وَمَنْ یَعْصِ اللَّهَ وَرَسُولَهُ فَقَدْ ضَلَّ ضَلَالًا مُبِینًا / وَإِذْ تَقُولُ لِلَّذِی أَنْعَمَ اللَّهُ عَلَیْهِ وَأَنْعَمْتَ عَلَیْهِ أَمْسِکْ عَلَیْکَ زَوْجَکَ وَاتَّقِ اللَّهَ وَتُخْفِی فِی نَفْسِکَ مَا اللَّهُ مُبْدِیهِ وَتَخْشَی النَّاسَ وَاللَّهُ أَحَقُّ أَنْ تَخْشَاهُ فَلَمَّا قَضَی زَیْدٌ مِنْهَا وَطَرًا زَوَّجْنَاکَهَا لِکَیْ لَا یَکُونَ عَلَی الْمُؤْمِنِینَ حَرَجٌ فِی أَزْوَاجِ أَدْعِیَائِهِمْ إِذَا قَضَوْا مِنْهُنَّ وَطَرًا وَکَانَ أَمْرُ اللَّهِ مَفْعُولًا: و هیچ مرد و زن مؤمنی را نرسد که چون خدا و فرستاده‌اش به کاری فرمان دهند، برای آنان در کارشان اختیاری باشد و هر کس خدا و فرستاده‌اش را نافرمانی کند، قطعاً دچار گمراهی آشکاری گردیده است / و آنگاه که به کسی که خدا بر او نعمت ارزانی داشته بود، و تو [نیز] به او نعمت داده بودی، می‌گفتی همسرت را پیش خود نگاه دار و از خدا پروا بدار، و آنچه را که خدا آشکارکننده آن بود در دل خود نهان می‌کردی و از مردم می‌ترسیدی، با آن‌که خدا سزاوارتر بود که از او بترسی، پس چون زید از آن [زن] کام بر گرفت [و او را ترک گفت] وی را به نکاح تو درآوردیم تا [در آینده] در مورد ازدواج مؤمنان با زنان پسرخواندگان‌شان چون آنان را طلاق گفتند گناهی نباشد و فرمان خدا صورت اجرا پذیرد
16. ↑  مائده: ۸۹: لَا یُؤَاخِذُکُمُ اللَّهُ بِاللَّغْوِ فِی أَیْمَانِکُمْ وَلَکِنْ یُؤَاخِذُکُمْ بِمَا عَقَّدْتُمُ الْأَیْمَانَ فَکَفَّارَتُهُ إِطْعَامُ عَشَرَةِ مَسَاکِینَ مِنْ أَوْسَطِ مَا تُطْعِمُونَ أَهْلِیکُمْ أَوْ کِسْوَتُهُمْ أَوْ تَحْرِیرُ رَقَبَةٍ فَمَنْ لَمْ یَجِدْ فَصِیَامُ ثَلَاثَةِ أَیَّامٍ ذَلِکَ کَفَّارَةُ أَیْمَانِکُمْ إِذَا حَلَفْتُمْ وَاحْفَظُوا أَیْمَانَکُمْ کَذَلِکَ یُبَیِّنُ اللَّهُ لَکُمْ آیَاتِهِ لَعَلَّکُمْ تَشْکُرُونَ: خدا شما را به سوگندهای بیهوده‌تان مؤاخذه نمی‌کند، ولی به سوگندهایی که [از روی اراده] می‌خورید [و می‌شکنید] شما را مؤاخذه می‌کند، و کفاره‌اش خوراک دادن به ده بینواست، از غذاهای متوسطی که به کسان خود می‌خورانید، یا پوشانیدن آنان، یا آزاد کردن بنده‌ای، و کسی که [هیچ‌یک از این‌ها را] نیابد، [باید] سه روز روزه بدارد، این است کفاره سوگندهای شما وقتی که سوگند خوردید؛ و سوگندهای خود را پاس دارید؛ این‌گونه خداوند آیات خود را برای شما بیان می‌کند، باشد که سپاس‌گزاری کنید
17. ↑  ص: ۴۴: وَخُذْ بِیَدِکَ ضِغْثًا فَاضْرِبْ بِهِ وَلَا تَحْنَثْ إِنَّا وَجَدْنَاهُ صَابِرًا نِعْمَ الْعَبْدُ إِنَّهُ أَوَّابٌ: [و به او (ایوب) گفتیم] یک بسته ترکه به دستت برگیر و با آن بزن و سوگند مشکن؛ ما او را شکیبا یافتیم، چه نیکو بنده‌ای، به راستی او توبه‌کار بود
18. 1 2 3  نحل: ۱۰۳: وَلَقَدْ نَعْلَمُ أَنَّهُمْ یَقُولُونَ إِنَّمَا یُعَلِّمُهُ بَشَرٌ لِسَانُ الَّذِی یُلْحِدُونَ إِلَیْهِ أَعْجَمِیٌّ وَهَذَا لِسَانٌ عَرَبِیٌّ مُبِینٌ: و نیک می‌دانیم که آنان می‌گویند جز این نیست که بشری به او می‌آموزد، [نه، چنین نیست؛ زیرا] زبان کسی که [این] نسبت را به او می‌دهند غیرعربی است و این [قرآن] به زبان عربی روشن است
19. ↑  نحل: آیات ۱۰۳ تا ۱۰۵: وَلَقَدْ نَعْلَمُ أَنَّهُمْ یَقُولُونَ إِنَّمَا یُعَلِّمُهُ بَشَرٌ لِسَانُ الَّذِی یُلْحِدُونَ إِلَیْهِ أَعْجَمِیٌّ وَهَذَا لِسَانٌ عَرَبِیٌّ مُبِینٌ / إِنَّ الَّذِینَ لَا یُؤْمِنُونَ بِآیَاتِ اللَّهِ لَا یَهْدِیهِمُ اللَّهُ وَلَهُمْ عَذَابٌ أَلِیمٌ / إِنَّمَا یَفْتَرِی الْکَذِبَ الَّذِینَ لَا یُؤْمِنُونَ بِآیَاتِ اللَّهِ وَأُولَئِکَ هُمُ الْکَاذِبُونَ: و نیک می‌دانیم که آنان می‌گویند جز این نیست که بشری به او می‌آموزد؛ [نه چنین نیست، زیرا] زبان کسی که [این] نسبت را به او می‌دهند غیرعربی است و این [قرآن] به زبان عربی روشن است / در حقیقت کسانی که به آیات خدا ایمان ندارند، خدا آنان را هدایت نمی‌کند و برای‌شان عذابی دردناک است / تنها کسانی دروغ‌پردازی می‌کنند که به آیات خدا ایمان ندارند، و آنان خود دروغ‌گویان‌اند
20. ↑  انبیاء: آیه ۲۲: لَوْ کَانَ فِیهِمَا آلِهَةٌ إِلَّا اللَّهُ لَفَسَدَتَا فَسُبْحَانَ اللَّهِ رَبِّ الْعَرْشِ عَمَّا یَصِفُونَ: اگر در آن‌ها [= زمین و آسمان] جز خدا، خدایانی [دیگر] وجود داشت، قطعاً [زمین و آسمان] تباه می‌شد؛ پس منزه است خدا، پروردگار عرش، از آنچه وصف می‌کنند
21. ↑  اسراء: آیه ۴۲: قُلْ لَوْ کَانَ مَعَهُ آلِهَةٌ کَمَا یَقُولُونَ إِذًا لَابْتَغَوْا إِلَی ذِی الْعَرْشِ سَبِیلًا: بگو اگر چنان‌که می‌گویند، با او خدایانی [دیگر] بود، در آن صورت حتماً در صدد جستن راهی به سوی [خداوند] صاحب عرش برمی‌آمدند
22. ↑  قیامه: آیات ۳۷ تا ۴۰: أَلَمْ یَکُ نُطْفَةً مِنْ مَنِیٍّ یُمْنَی / ثُمَّ کَانَ عَلَقَةً فَخَلَقَ فَسَوَّی / فَجَعَلَ مِنْهُ الزَّوْجَیْنِ الذَّکَرَ وَالْأُنْثَی / أَلَیْسَ ذَلِکَ بِقَادِرٍ عَلَی أَنْ یُحْیِیَ الْمَوْتَی: آیا او نطفه‌ای از منی، که در رحم ریخته می‌شود نبود؟ / سپس به صورت خون بسته درآمد و خداوند او را آفرید و موزون ساخت / و از او دو زوج مرد و زن آفرید / آیا چنین کسی قادر نیست که مردگان را زنده کند؟
23. ↑  حج: آیه ۵: یَا أَیُّهَا النَّاسُ إِنْ کُنْتُمْ فِی رَیْبٍ مِنَ الْبَعْثِ فَإِنَّا خَلَقْنَاکُمْ مِنْ تُرَابٍ ثُمَّ مِنْ نُطْفَةٍ ثُمَّ مِنْ عَلَقَةٍ ثُمَّ مِنْ مُضْغَةٍ مُخَلَّقَةٍ وَغَیْرِ مُخَلَّقَةٍ لِنُبَیِّنَ لَکُمْ وَنُقِرُّ فِی الْأَرْحَامِ مَا نَشَاءُ إِلَی أَجَلٍ مُسَمًّی ثُمَّ نُخْرِجُکُمْ طِفْلًا ثُمَّ لِتَبْلُغُوا أَشُدَّکُمْ وَمِنْکُمْ مَنْ یُتَوَفَّی وَمِنْکُمْ مَنْ یُرَدُّ إِلَی أَرْذَلِ الْعُمُرِ لِکَیْلَا یَعْلَمَ مِنْ بَعْدِ عِلْمٍ شَیْئًا وَتَرَی الْأَرْضَ هَامِدَةً فَإِذَا أَنْزَلْنَا عَلَیْهَا الْمَاءَ اهْتَزَّتْ وَرَبَتْ وَأَنْبَتَتْ مِنْ کُلِّ زَوْجٍ بَهِیجٍ: ای مردم! اگر دربارهٔ برانگیخته شدن در شک هستید، پس [بدانید] که ما شما را از خاک آفریده‌ایم؛ سپس از نطفه، سپس از علقه، آن‌گاه از مضغه دارای خلقت کامل و [احیانا] خلقت ناقص، تا [قدرت خود را] بر شما روشن گردانیم؛ و آنچه را اراده می‌کنیم تا مدتی معین در رحم‌ها قرار می‌دهیم، آن‌گاه شما را [به صورت] کودک برون می‌آوریم، سپس [حیات شما را ادامه می‌دهیم]، تا به حد رشدتان برسید، و برخی از شما [زودرس] می‌میرد و برخی از شما به‌غایت پیری می‌رسد، به گونه‌ای که پس از دانستن [بسی چیزها] چیزی نمی‌داند، و زمین را خشکیده می‌بینی، و[لی] چون آب بر آن فرود آوریم به جنبش در می‌آید و نمو می‌کند، و از هر نوع [رستنی‌های] نیکو می‌رویاند
24. ↑  حجرات: آیه ۱۱: یَا أَیُّهَا الَّذِینَ آمَنُوا لَا یَسْخَرْ قَوْمٌ مِنْ قَوْمٍ عَسَی أَنْ یَکُونُوا خَیْرًا مِنْهُمْ وَلَا نِسَاءٌ مِنْ نِسَاءٍ عَسَی أَنْ یَکُنَّ خَیْرًا مِنْهُنَّ وَلَا تَلْمِزُوا أَنْفُسَکُمْ وَلَا تَنَابَزُوا بِالْأَلْقَابِ بِئْسَ الِاسْمُ الْفُسُوقُ بَعْدَ الْإِیمَانِ وَمَنْ لَمْ یَتُبْ فَأُولَئِکَ هُمُ الظَّالِمُونَ: ای کسانی که ایمان آورده‌اید! نباید قومی قوم دیگر را ریشخند کند، شاید آن‌ها از این‌ها بهتر باشند؛ و نه زنانی، زنان [دیگر] را، شاید آن‌ها از این‌ها بهتر باشند؛ و از یک‌دیگر عیب مگیرید و به همدیگر لقب‌های زشت مدهید؛ چه ناپسندیده است نام زشت پس از ایمان، و هرکه توبه نکرد، آنان خود ستمکارند
25. ↑  انعام: آیه ۱۰۸: وَلَا تَسُبُّوا الَّذِینَ یَدْعُونَ مِنْ دُونِ اللَّهِ فَیَسُبُّوا اللَّهَ عَدْوًا بِغَیْرِ عِلْمٍ کَذَلِکَ زَیَّنَّا لِکُلِّ أُمَّةٍ عَمَلَهُمْ ثُمَّ إِلَی رَبِّهِمْ مَرْجِعُهُمْ فَیُنَبِّئُهُمْ بِمَا کَانُوا یَعْمَلُونَ: و آن‌هایی را که جز خدا می‌خوانند دشنام مدهید، که آنان از روی دشمنی [و] به نادانی، خدا را دشنام خواهند داد؛ این‌گونه برای هر امتی کردارشان را آراستیم؛ آن‌گاه بازگشت آنان به سوی پروردگارشان خواهد بود و ایشان را از آنچه انجام می‌دادند آگاه خواهد ساخت
26. ↑  اسراء: آیه ۳۷: وَلَا تَمْشِ فِی الْأَرْضِ مَرَحًا إِنَّکَ لَنْ تَخْرِقَ الْأَرْضَ وَلَنْ تَبْلُغَ الْجِبَالَ طُولً: و در [روی] زمین به نخوت گام بر مدار، چرا که هرگز زمین را نمی‌توانی شکافت، و در بلندی به کوه‌ها نمی‌توانی رسید
27. ↑  بقره: آیه ۲۵۸: أَلَمْ تَرَ إِلَی الَّذِی حَاجَّ إِبْرَاهِیمَ فِی رَبِّهِ أَنْ آتَاهُ اللَّهُ الْمُلْکَ إِذْ قَالَ إِبْرَاهِیمُ رَبِّیَ الَّذِی یُحْیِی وَیُمِیتُ قَالَ أَنَا أُحْیِی وَأُمِیتُ قَالَ إِبْرَاهِیمُ فَإِنَّ اللَّهَ یَأْتِی بِالشَّمْسِ مِنَ الْمَشْرِقِ فَأْتِ بِهَا مِنَ الْمَغْرِبِ فَبُهِتَ الَّذِی کَفَرَ وَاللَّهُ لَا یَهْدِی الْقَوْمَ الظَّالِمِینَ: آیا از [حال‏] آن کس که چون خدا به او پادشاهی داده بود [و بدان می‌نازید، و] دربارهٔ پروردگار خود، با ابراهیم محاجّه (= حجّت‌آوری) [می‏]کرد، خبر نیافتی‏؟ آن‌گاه که ابراهیم گفت‏: «پروردگار من همان کسی‌ست که زنده می‌کند و می‌می‌راند» گفت‏: «من [هم‏] زنده می‌کنم و [هم‏] می‌می‌رانم» ابراهیم گفت‏: «خدا[ی من] خورشید را از خاور برمی‌آورد، تو آن را از باختر بر آور» پس آن کافر مبهوت ماند؛ و خداوند قوم ستمکار را هدایت نمی‌کند
28. ↑  بقره: آیه ۲۸۲: یَا أَیُّهَا الَّذِینَ آمَنُوا إِذَا تَدَایَنْتُمْ بِدَیْنٍ إِلَی أَجَلٍ مُسَمًّی فَاکْتُبُوهُ وَلْیَکْتُبْ بَیْنَکُمْ کَاتِبٌ بِالْعَدْلِ وَلَا یَأْبَ کَاتِبٌ أَنْ یَکْتُبَ کَمَا عَلَّمَهُ اللَّهُ فَلْیَکْتُبْ وَلْیُمْلِلِ الَّذِی عَلَیْهِ الْحَقُّ وَلْیَتَّقِ اللَّهَ رَبَّهُ وَلَا یَبْخَسْ مِنْهُ شَیْئًا فَإِنْ کَانَ الَّذِی عَلَیْهِ الْحَقُّ سَفِیهًا أَوْ ضَعِیفًا أَوْ لَا یَسْتَطِیعُ أَنْ یُمِلَّ هُوَ فَلْیُمْلِلْ وَلِیُّهُ بِالْعَدْلِ وَاسْتَشْهِدُوا شَهِیدَیْنِ مِنْ رِجَالِکُمْ فَإِنْ لَمْ یَکُونَا رَجُلَیْنِ فَرَجُلٌ وَامْرَأَتَانِ مِمَّنْ تَرْضَوْنَ مِنَ الشُّهَدَاءِ أَنْ تَضِلَّ إِحْدَاهُمَا فَتُذَکِّرَ إِحْدَاهُمَا الْأُخْرَی وَلَا یَأْبَ الشُّهَدَاءُ إِذَا مَا دُعُوا وَلَا تَسْأَمُوا أَنْ تَکْتُبُوهُ صَغِیرًا أَوْ کَبِیرًا إِلَی أَجَلِهِ ذَلِکُمْ أَقْسَطُ عِنْدَ اللَّهِ وَأَقْوَمُ لِلشَّهَادَةِ وَأَدْنَی أَلَّا تَرْتَابُوا إِلَّا أَنْ تَکُونَ تِجَارَةً حَاضِرَةً تُدِیرُونَهَا بَیْنَکُمْ فَلَیْسَ عَلَیْکُمْ جُنَاحٌ أَلَّا تَکْتُبُوهَا وَأَشْهِدُوا إِذَا تَبَایَعْتُمْ وَلَا یُضَارَّ کَاتِبٌ وَلَا شَهِیدٌ وَإِنْ تَفْعَلُوا فَإِنَّهُ فُسُوقٌ بِکُمْ وَاتَّقُوا اللَّهَ وَیُعَلِّمُکُمُ اللَّهُ وَاللَّهُ بِکُلِّ شَیْءٍ عَلِیمٌ: ای کسانی که ایمان آورده‌اید، هر گاه به وامی تا سررسیدی معین‏، با یک‌دیگر معامله کردید، آن را بنویسید؛ و باید نویسنده‌ای [صورت معامله را] بر اساس عدالت‏، میان شما بنویسد؛ و هیچ نویسنده‌ای نباید از نوشتن خودداری کند، همان‌گونه [و به شکرانه آن‏] که خدا او را آموزش داده است‏؛ و کسی که بدهکار است، باید املا کند، و او بنویسد؛ و از خدا که پروردگار اوست پروا نماید، و از آن‏، چیزی نکاهد؛ پس اگر کسی که حق بر ذمه اوست‏، سفیه یا ناتوان است‏، یا خود نمی‌تواند املا کند، پس ولیّ او باید با [رعایت‏] عدالت‏، املا نماید؛ و دو شاهد از مردان‌تان را به شهادت طلبید، پس اگر دو مرد نبودند، مردی را با دو زن‏، از میان گواهانی که [به عدالت آنان‏] رضایت دارید [گواه بگیرید]، تا [اگر] یکی از آن دو [زن‏] فراموش کرد، [زنِ‏] دیگر، وی را یادآوری کند؛ و چون گواهان احضار شوند، نباید خودداری ورزند؛ و از نوشتن [بدهی‏] چه خُرد باشد، چه بزرگ‏، ملول نشوید، تا سررسیدش [فرا رسد]. این [نوشتنِ‏] شما، نزد خدا عادلانه‌تر، و برای شهادت استوارتر، و برای این‌که دچار شک نشوید [به احتیاط] نزدیک‌تر است‏، مگر آن‌که دادوستدی نقدی باشد، که آن را میان خود [دست به دست‏] برگزار می‌کنید؛ در این صورت‏، بر شما گناهی نیست که آن را ننویسید. و [در هر حال‏] هرگاه دادوستد کردید گواه بگیرید؛ و هیچ نویسنده و گواهی نباید زیان ببیند؛ و اگر چنین کنید، از نافرمانی شما خواهد بود؛ و از خدا پروا کنید، و خدا [بدین‌گونه‏] به شما آموزش می‌دهد، و خدا به هر چیزی داناست
29. ↑  نساء، ۸۲
30. ↑  آل عمران، ۷
31. ↑  فصلت، ۹-۱۲
32. ↑  نازعات، ۲۷-۳۰
33. ↑  بقره، ۲۹
34. ↑  احزاب، ۴–۵
35. ↑  تحریم، ۱-۵
36. ↑  نساء، ۲۸
37. ↑  مائده، ۶۲–۶۳
38. ↑  منافقون، ۲۱–۲۲
39. ↑  آیاتی از سوره بقره
40. ↑  نساء، ۱۶۱–۱۵۹
41. ↑  بقره، ۷۵–۷۰
42. ↑  نساء، ۴۸–۴۶
43. ↑  بقره، ۹۳–۸۷
44. ↑  آل‌عمران، ۱۸۴–۱۷۷
45. ↑  بقره، آیات ۱۴۲–۱۳۶ و ۱۵۲–۱۴۷
46. ↑  جاثیه، ۱۶
47. ↑  اعراب، آیه ۱۳۷
48. ↑  بقره، ۴۷
49. ↑  بقره، ۶۲
50. ↑  بقره، ۴۱
51. ↑  بقره، ۸۷
52. ↑  مائده، ۷۹–۷۸
53. ↑  بقره، ۱۴۲
54. ↑  آل‌عمران، ۱۸۷
55. ↑  نساء، ۱۵۵
56. ↑  مائده، ۱۳
57. ↑  مائده، ۶۴
58. ↑  جمعه، ۵
59. ↑  بقره، ۶۵
60. ↑  بقره، ۱۹۰
61. ↑  نساء، ۸۹
62. ↑  توبه، ۵
63. ↑  توبه، ۵
64. ↑  توبه، ۸
65. ↑  توبه، ۱۲–۱۳
66. ↑  انفال، ۶۱
67. ↑  نساء، ۹۱
68. ↑  بقره، آیه ۳۹
69. ↑  نساء، ۵۶
70. ↑  الزخرف، ۵۱–۵۶
71. ↑  بقره، ۲۵۰–۲۵۱
72. ↑  کهف، ۸۱–۸۰ و ۷۴
73. ↑  قمر، ۳۱–۲۷
74. ↑  شمس، ۱۵–۱۱